# Lynchage et loi de Lynch

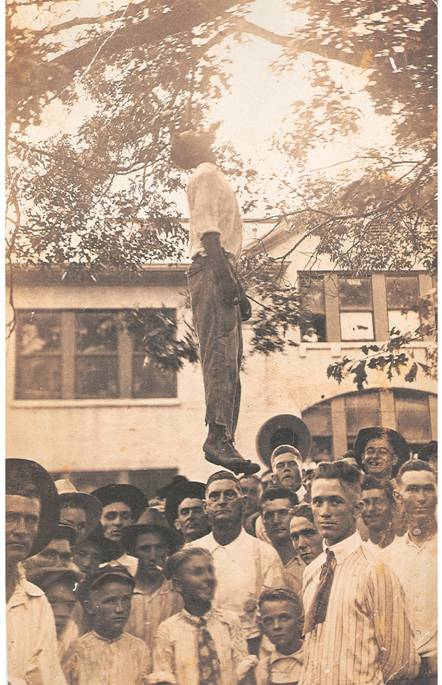
Carte postale représentant le lynchage de Lige Daniels, garçon noir de 16 ans, accusé d'avoir tué une vieille femme blanche à Center au Texas (États-Unis) le 3 août 1920.

Le lynchage est une pratique de justice expéditive américaine, instaurée par Charles Lynch (1736-1796), un planteur de la Virginie et juge de paix qui, pendant la guerre d'indépendance des États-Unis préside un tribunal irrégulier qui s'est constitué pour punir les loyalistes à la couronne britannique. 
Par la suite la pratique du lynchage se répand, lors de la conquête de l'Ouest des États-Unis, dans les nouveaux territoires où les instances judiciaires étaient souvent absentes ou insuffisamment représentées. Cette nouvelle pratique prendra une nouvelle dimension, la « loi de Lynch » désigne alors toute forme de violence par laquelle une foule, sous prétexte de rendre la justice sans procès, exécute un présumé coupable, généralement par pendaison. À la fin de la guerre de Sécession, les lynchages de personnalités républicaines et d'Afro-Américains sont devenus fréquents dans les États du Sud pendant la période de l'ère dite de la Reconstruction et jusqu'à la fin des années 1950, avec par exemple le lynchage d'Emmett Till en 1955. Après l'adoption de différentes lois comme le Civil Rights Act de 1964, le Voting Rights Act de 1965 et le Civil Rights Act de 1968 abolissant toutes les lois et réglementations ségrégatives sur l'ensemble des États-Unis, cette pratique devient sporadique comme le lynchage de Michael Donald en 1981. Ces actions criminelles sont principalement le fait de l'organisation terroriste du Ku Klux Klan et de divers groupuscules issus de la mouvance du suprémacisme blanc.
Par extension, le mot lynchage et le verbe lyncher sont aussi employés de nos jours péjorativement et de façon abusive pour qualifier une attaque verbale ou médiatique, réalisée par un groupe ou pour qualifier un passage à tabac en réunion, même si celui-ci n'a pas provoqué la mort de la victime. Le lynchage cybernétique ou informatique est considéré comme une forme de cyberharcèlement.

## Charles Lynch et la loi de Lynch

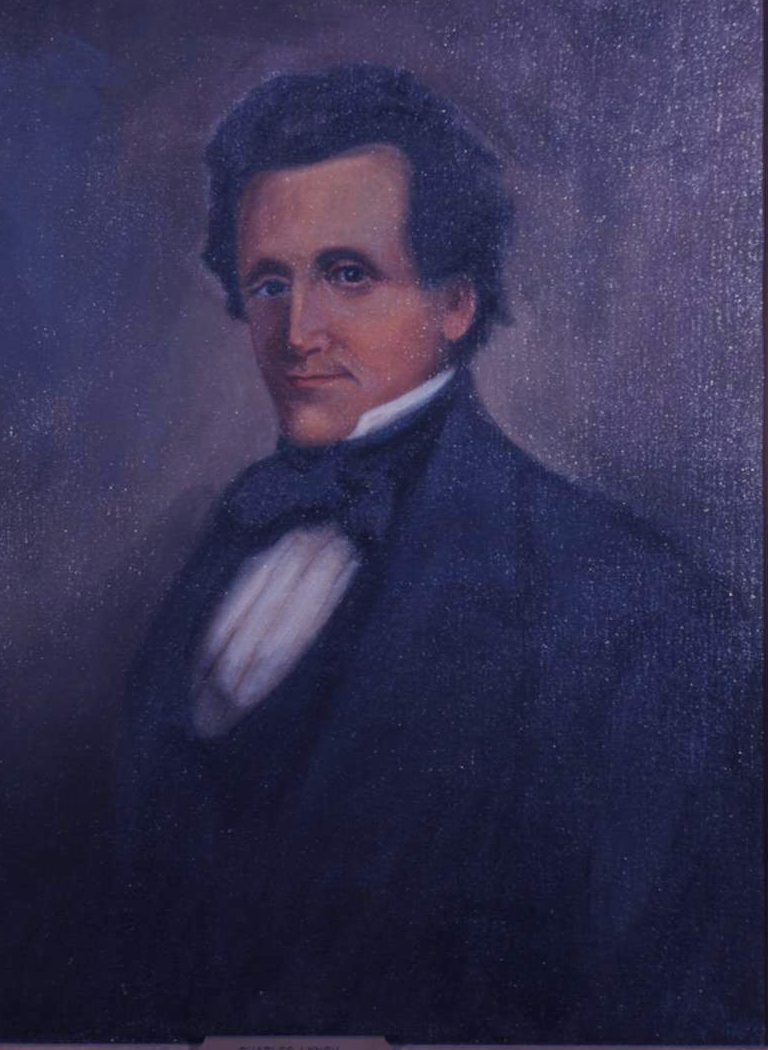
Charles Lynch.

Charles Lynch est né en 1736 à Chestnut Hill dans l'actuelle Virginie. Entre 1769 et 1776, il a siégé comme représentant du comté de Bedford à la Chambre des Bourgeois de Virginie. En 1774, il est également nommé comme juge de paix, poste qu'il occupe jusqu'en 1780. En 1778, sur les recommandations du gouverneur de la Virginie, il est nommé colonel de la milice de l'État. Il siège au Comité du commerce, où il prend des décisions instituant des boycotts contre les produits d'origine britannique. Ses diverses fonctions placent le colonel Lynch dans une position de figure éminente de la cause patriote. Avec Patrick Henry, Thomas Jefferson et George Washington, il a formé une association pour interdire l'échange ou la vente de thé, de verre et de produits en papier jusqu'à ce que la taxe britannique sur ces articles soit supprimée. Dans une lettre envoyée à Charles Lynch par le gouverneur Thomas Jefferson en août 1780, il lui est demandé de saisir toute personne sur laquelle reposait une culpabilité probable de loyalisme. Lynch devait alors juger l'accusé, puis le coupable devait être envoyé à Richmond pour un nouveau procès, où seraient prononcées les peines. Mais Lynch redoutait que lors du transport jusqu'à Richmond, le convoi puisse être attaqué, ou bien que cela donnât du temps à la fabrication de faux témoignages. Il décide alors de faire exécuter les peines sur place dans son domaine de Green Level. Les peines allaient de un à cinq ans de prison, et étaient parfois de la flagellation. Dans un premier temps, Thomas Jefferson reprochera à Charles Lynch sa pratique illégale de la justice, mais en 1782, l'Assemblée générale (futur Congrès des États-Unis) annule les charges retenues contre Charles Lynch en faisant valoir que ses décisions étaient justifiées en regard du caractère d'urgence de la situation. Par la suite l'expression Loi de Lynch désignera toute pratique d'exécution sommaire extrajudiciaire, généralement par pendaison, commise par un groupe ou une foule envers une personne présumée coupable,,,,.

## Diverses utilisations de la loi de Lynch aux États-Unis

### Loi de Lynch et Ku Klux Klan

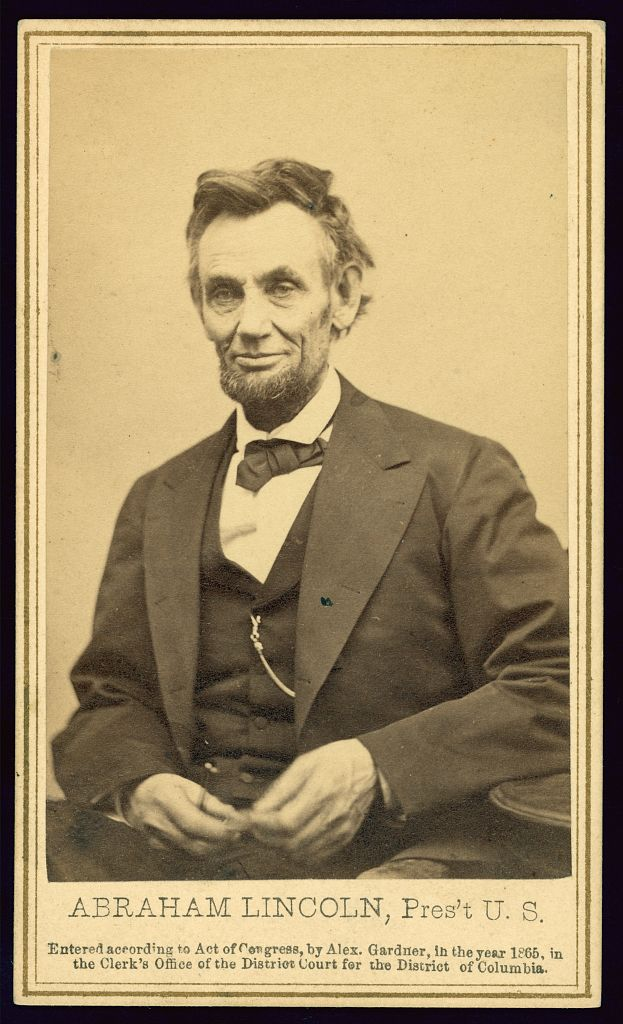
Abraham Lincoln.

Le Président Abraham Lincoln signe le 1er janvier 1863 la Proclamation d'émancipation qui abolit l'esclavage négrier. Cette proclamation va être suivie de plusieurs amendements à la Constitution à savoir : le treizième amendement du 6 décembre 1865 abolissant l'esclavage, le quatorzième amendement de 1868, accordant la citoyenneté à toute personne née ou naturalisée aux États-Unis et interdisant toute restriction à ce droit, et le quinzième amendement de 1870, garantissant le droit de vote à tous les citoyens des États-Unis. Pour entraver les nouveaux droits des Afro-Américains, les États du Sud utilisent deux dispositifs : le premier est un dispositif d'intimidation par le terrorisme avec le Ku Klux Klan (KKK), l'autre légal, réglementaire : les lois Jim Crow issues des Black Codes,. 

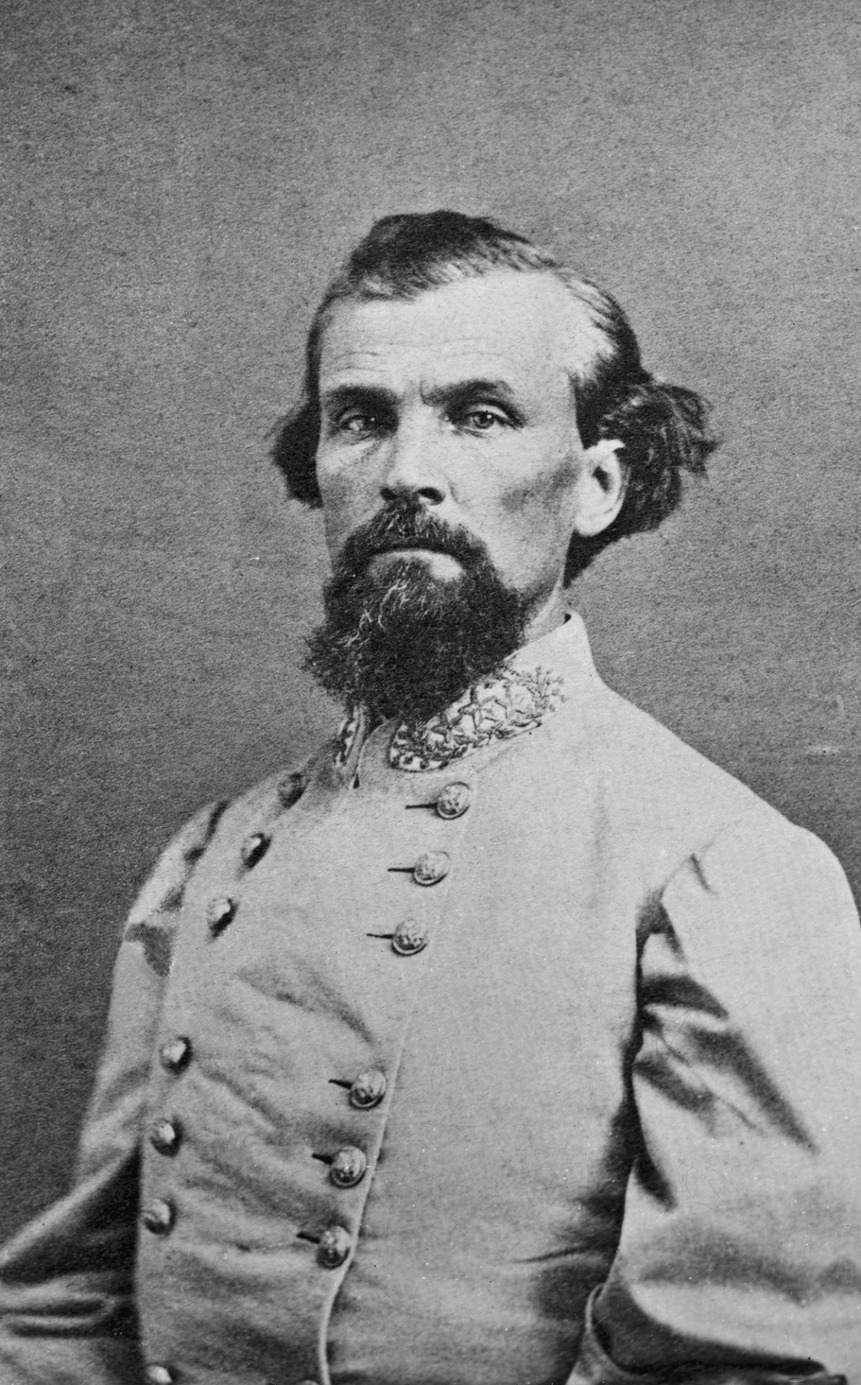
Nathan Bedford Forrest.

Le Ku Klux Klan (KKK) sous la houlette de Nathan Bedford Forrest va être le bras armé des Blancs réfractaires aux lois abolitionnistes, utilisant toutes sortes de moyens : intimidations verbales et physiques (jusqu'aux coups de fouet), terreur, lynchages, chantage, corruption pour imposer ses candidats au sein du Parti démocrate, puis pour faire triompher ceux-ci aux élections pour les institutions parlementaires des États du Sud et faire voter des lois locales ségrégationnistes. Par exemple, dans le comté de Columbia, à l'élection d'avril 1868, 1 222 personnes votent pour le candidat républicain au poste de gouverneur de Géorgie, mais seulement une pour le candidat Ulysses S. Grant à l'élection présidentielle américaine de 1868.
Pour cela, le KKK sillonne le pays pour y tenir des réunions et saboter les réunions électorales des Républicains. Chacune de ses apparitions est suivie d'une vague de violence contre les Afro-Américains. Les membres du KKK font irruption dans leurs maisons pour les fouetter ou les assassiner en les pendant aux arbres ou en les brûlant vifs dans des cages. Certaines femmes enceintes sont éventrées et des hommes castrés. Les Blancs du Bureau des réfugiés qui instruisent les Afro-Américains sont également visés par le Ku Klux Klan ainsi que les carpetbaggers. On estime que lors de cette campagne présidentielle, le KKK a assassiné ou blessé plus de 2 000 personnes rien qu'en Louisiane,. Au Tennessee, de juin à octobre 1867, il est fait part de vingt-cinq meurtres, de quatre viols et de quatre incendies volontaires. Sous la pression de la terreur, les comtés de Giles et de Maury se sont vidés de leurs habitants Afro-Américains et blancs loyaux au gouvernement fédéral. 

L'année 1868 est marquée par l’implantation du Klan dans plusieurs États (Missouri, Mississippi, Kentucky, Virginie-Occidentale, Maryland, Caroline du Nord, Caroline du Sud, Géorgie). Son ascension politique est facilitée par les notables qui voient dans le Klan un moyen de réduire, voire museler les Républicains pour assurer la victoire des Démocrates dans les élections. Des figures éminentes des États du Sud sont suspectées d'appartenir au Klan ou d'être des sympathisantes comme John Tyler Morgan,, Albert Pike,, Zebulon Baird Vance, John Brown Gordon,,, sans que l'on puisse toujours en faire la preuve formelle, mais dont la carrière politique est facilitée par les actions du Klan.

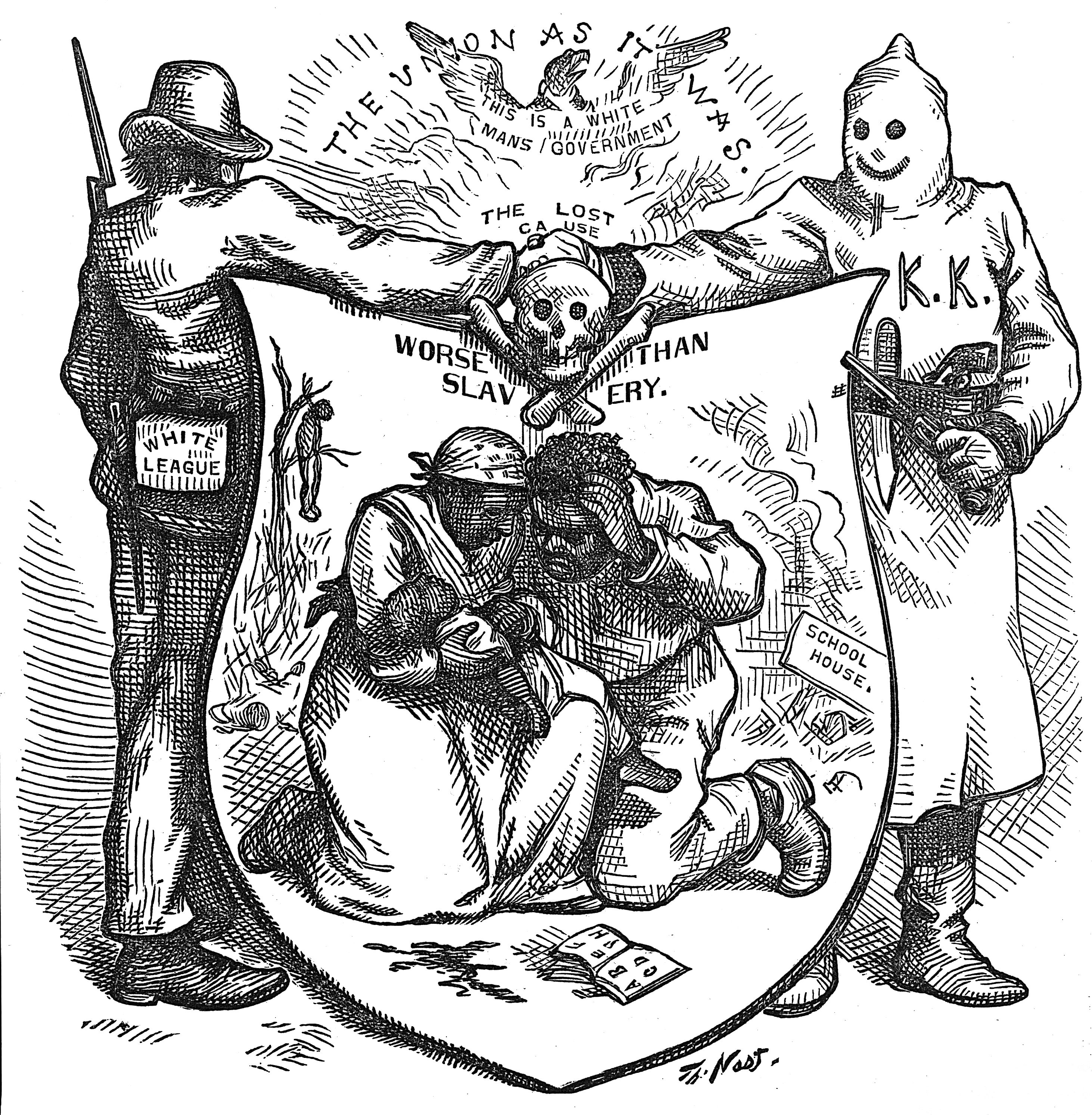
Dessin paru dans le Harper's Magazine d'octobre 1874 critiquant l'alliance de la White League et du Ku Klux Klan contre la reconstruction du Sud.

Le 28 août 1868, Forrest accorde une interview à un journaliste du The Commercial de Cincinnati où il indique que le Klan dispose de 550 000 membres dans les États du Sud, et présente le KKK comme une organisation militaire et politique pour protéger les gens du Sud de l'oppression de l'armée fédérale. Pour faire barrage à l'influence du Nord, Forrest affirme que le Klan met tous ses moyens en œuvre pour faire élire des Démocrates qui lui sont favorables. Il conclut très prudemment qu'il n'est pas membre du Klan mais qu'il souhaite travailler avec eux. Quand les membres du Congrès lisent l'interview, l'article confirme bien leurs craintes sur le fait que le Klan est une véritable armée contre-révolutionnaire, que ses effectifs ne sont pas que des rumeurs, qu'il n'est plus du tout une bande de petite taille et enfin qu'il s'étend largement au-delà du Tennessee.
Ulysses S. Grant déclare à propos du KKK : « les buts du Klan sont d'empêcher par la force et la terreur toute action politique qui n'est pas en accord avec leurs positions : priver les personnes de couleur de leurs droits, supprimer les écoles pour les enfants des personnes de couleur, les confiner dans une situation proche de l'esclavage ». Comme l'indique Wyn Craig Wade dans son livre The Fiery Cross, même un historien favorable au Klan ne peut que convenir que « La pire chose qu'ait pu commettre le Klan fut son opposition aux écoles pour les nègres », les enseignants et enseignantes qui professent dans les écoles pour les Afro-Américains sont rossés, fouettés, voire assassinés et leurs écoles incendiées.
Diverses actions judiciaires sont lancées contre le Klan mais n'aboutissent pas car les membres des jurys sont composés de sympathisants du Klan et les témoins se rétractent par crainte de représailles.
Anticipant une réaction officielle bien que tardive des autorités de Washington, Forrest dissout le Klan en janvier 1869, officiellement parce que certains membres du Klan avaient jeté l'opprobre sur son image publique par leurs actions violentes. Mais plus officieusement, après avoir brûlé tous les documents du Klan, il fait entrer le Klan dans la clandestinité et il continue ses activités terroristes sous le nom de l'« Empire invisible des Chevaliers du Ku Klux Klan » selon sa dénomination interne. Il est décompté un minimum de 3 500 assassinats commis par le KKK entre 1865 et 1900 (le nombre exact est inconnu car souvent les autorités ont classé les affaires sans suite),.

### Frederick Douglass et Ida B. Wells et leurs actions contre les lynchages

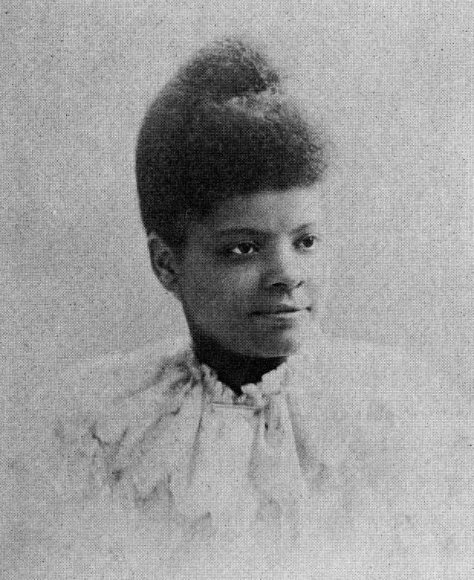
Ida Bell Wells-Barnett, journaliste et militante des droits de l'homme américaine.

En 1892, l'Afro-Américain Frederick Douglass, figure fondatrice du mouvement des droits civiques, écrit un article dans lequel il fustige les lynchages menés par des foules alcoolisées sans que l'on soit capable de savoir si la personne est coupable ou non, actes barbares, indignes de la civilisation, actes désavoués par toutes les morales ; cherchant les causes, il écarte les foules ignorantes et les juges qui suivent la foule, pour condamner la presse qui se complaît à narrer les lynchages et en faire l'apologie. 

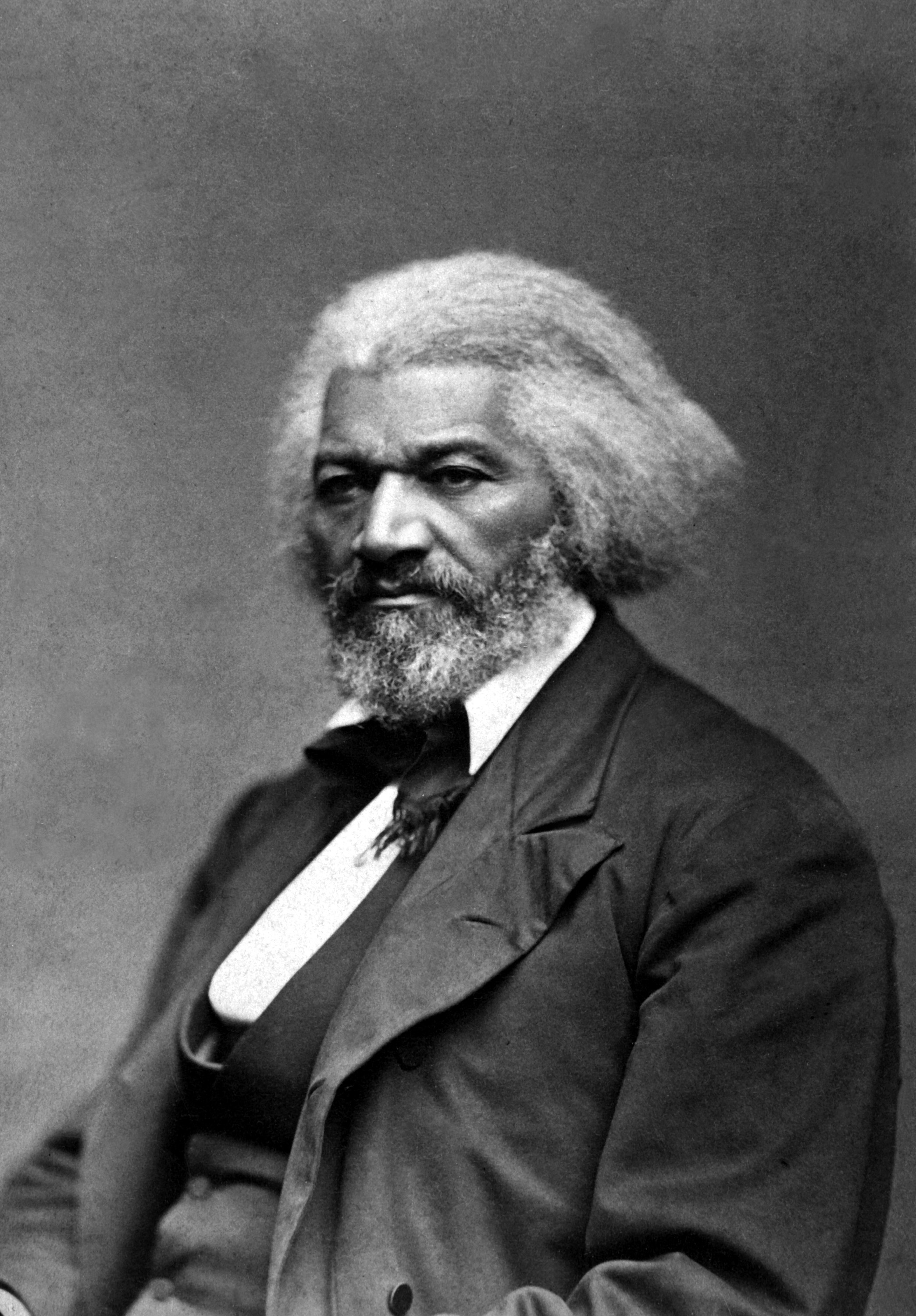
Frederick Douglass.

À sa suite, l'Afro-Américaine Ida B. Wells, autre figure du mouvement des droits civiques et des suffragettes, copropriétaire et éditrice du Free Speech and Headlight, un journal anti-ségrégationniste abrité par l'Église méthodiste de Beale Street à Memphis qui mène notamment des campagnes contre les lynchages,,. En mars 1892, dans un contexte de tensions raciales attisées par des terroristes du Ku Klux Klan, une émeute nocturne visa la People's Grocery Company, une épicerie prospère, tenue par des Noirs, accusée de faire de l'ombre à un commerce similaire mais tenu par des Blancs. Trois hommes sont blessés par balle et les trois propriétaires du commerce - Thomas Moss, Calvin McDowell et Henry Stewart sont emprisonnés. Dans la nuit, la foule prend d’assaut la prison et les lynche à mort. Ida B. Wells, qui connaissait bien les trois hommes, était absente cette nuit-là, occupée à vendre des souscriptions pour son journal dans le comté de Natchez. Apprenant la nouvelle des lynchages de l'épicerie populaire, elle exprime sa colère dans le Free Speech sous la forme d'un article dans lequel elle presse ses concitoyens Afro-Américains de quitter la ville : « Il n’y a qu’une seule chose à faire ; prendre notre argent et quitter une ville qui ne protégera jamais nos vies et nos biens, ne nous rendra pas justice devant les tribunaux, mais nous prend et nous tue de sang-froid quand nous sommes accusés par des personnes blanches ». Cet assassinat de ses amis pousse Wells à mener un travail d'investigation sur le lynchage pratiqué à l'encontre des Afro-Américains dans le Sud des États-Unis. Après trois mois de recherches, son premier article sur le sujet conclut que l'accusation de viol, souvent avancée comme justification du lynchage, n'est en réalité qu'un prétexte utilisé pour punir les Afro-Américains surpris à avoir des relations sexuelles consenties avec des Blanches. Son article sur le lynchage est une analyse critique des divers actes de lynchage avec leurs motifs sur une période allant de 1882 à 1891, analyse faite à partir des données du Chicago Tribune, montrant en outre la phobie obsessionnelle des Blancs quant aux relations sexuelles entre des femmes blanches et hommes Afro-Américains,. Cet article sera suivi de plusieurs ouvrages sur le lynchage : Southern Horrors: Lynch Law in All Its Phases, 1892, The Red Record: Tabulated Statistics and Alleged Causes of Lynching in the United States, 1895, Mob Rule in New Orleans, 1900,. La réaction à la publication son article est immédiate : le 27 mai 1892, alors que Wells est à Philadelphie, les locaux de son journal sont saccagés et son assistant chassé de la ville. Effrayée, elle refuse de retourner à Memphis et s'installe à New York, où le New York Age de Timothy Thomas Fortune accepte de publier ses articles consacrés au lynchage. Elle peut à cette période mesurer ses qualités d'oratrice lorsqu'on lui demande d'intervenir publiquement dans un meeting contre le lynchage. Elle s'affirme dès lors comme l'une des principales protagonistes de la croisade contre le lynchage. Elle organise notamment en compagnie du vétéran de la lutte contre l'esclavage Frederick Douglass un boycott de l'exposition universelle de 1893 à Chicago qui nulle part ne mentionnait l'histoire des Afro-Américains dans les pavillons officiels. Wells, Douglass, Irvine Garland Penn et Ferdinand Lee Barnett (Chicago) rédigent à cette occasion un pamphlet distribué à l'entrée de l'exposition : « Les raisons pour lesquelles l'américain de couleur n'est pas à l'exposition universelle » (Reasons Why the Colored American Is Not in the World's Columbian Exposition) détaille le parcours des Afro-Américains depuis leur arrivée en Amérique. Elle confia plus tard à Albion W. Tourgée que 20 000 copies du pamphlet avait été distribuées. À l'issue de l'exposition, Wells décide de rester à Chicago et trouve une place dans la rédaction du Chicago Conservator, le plus vieux journal afro-américain de la ville.

### La NAACP et les actions contre le lynchage
La lutte pour l'abrogation des lois Jim Crow va se centrer sur le symbole du lynchage des Afro-Américains. Désormais on ne passe plus sous silence les actes de lynchage. En 1909 se crée la National Association for the Advancement of Colored People (NAACP), qui par son magazine The Crisis publie des reportages, des études sur les actes de lynchages et en tient la comptabilité, et elle publie des articles rapportant les faits. Commencent alors des combats visant l'abolition des pratiques du lynchage,,,.
En 1935, la NAACP adresse une pétition au président Franklin D.Roosevelt pour demander l'interdiction de la pratique du lynchage,, qui restera sans suite malgré l'appui d'Eleanor Roosevelt.

### Renaissance du Klan et actions anti-lynchages

#### Naissance d'une nation

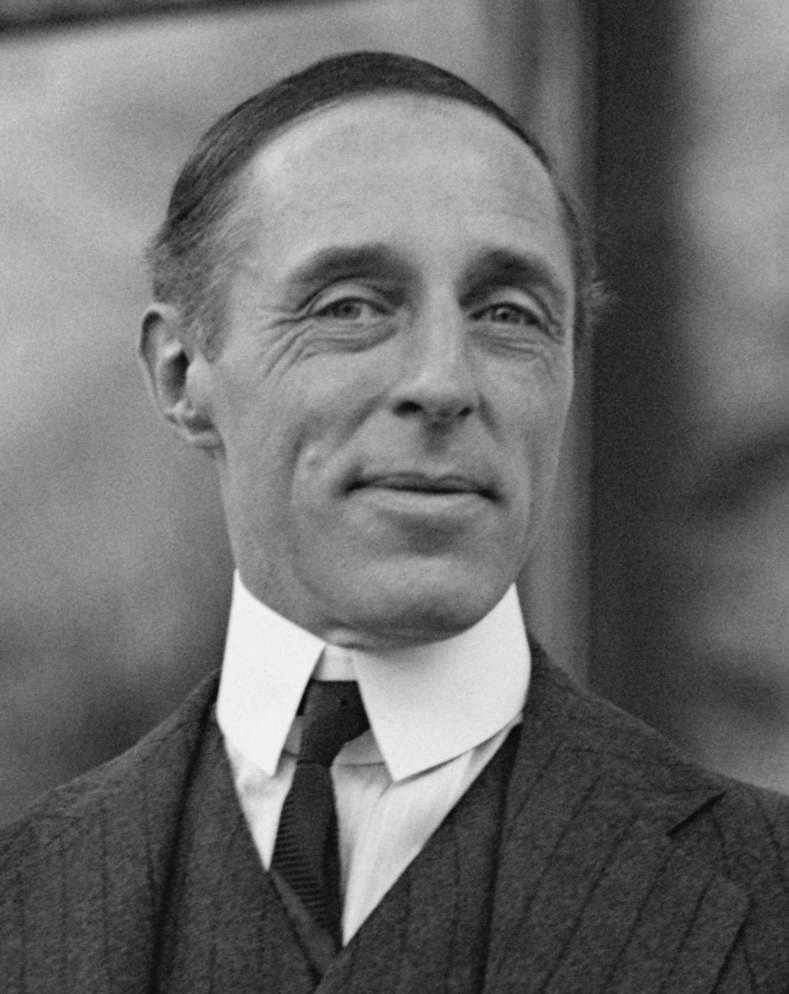
David Wark Griffith.

Lorsque sort le 8 février 1915 le film Naissance d'une nation de D. W. Griffith, adaptation cinématographique du roman The clansman: an historical romance of the Ku Klux Klan (L'homme du Clan, une histoire d'amour historique du Ku Klux Klan) écrit par un fils et neveu de membres du Klan, Thomas F. Dixon Jr., les Afro-Américains et les Blancs soucieux des droits civiques dénoncent ce qui apparaît, en dehors de l'innovation esthétique, un film de propagande soulevant des polémiques violentes.

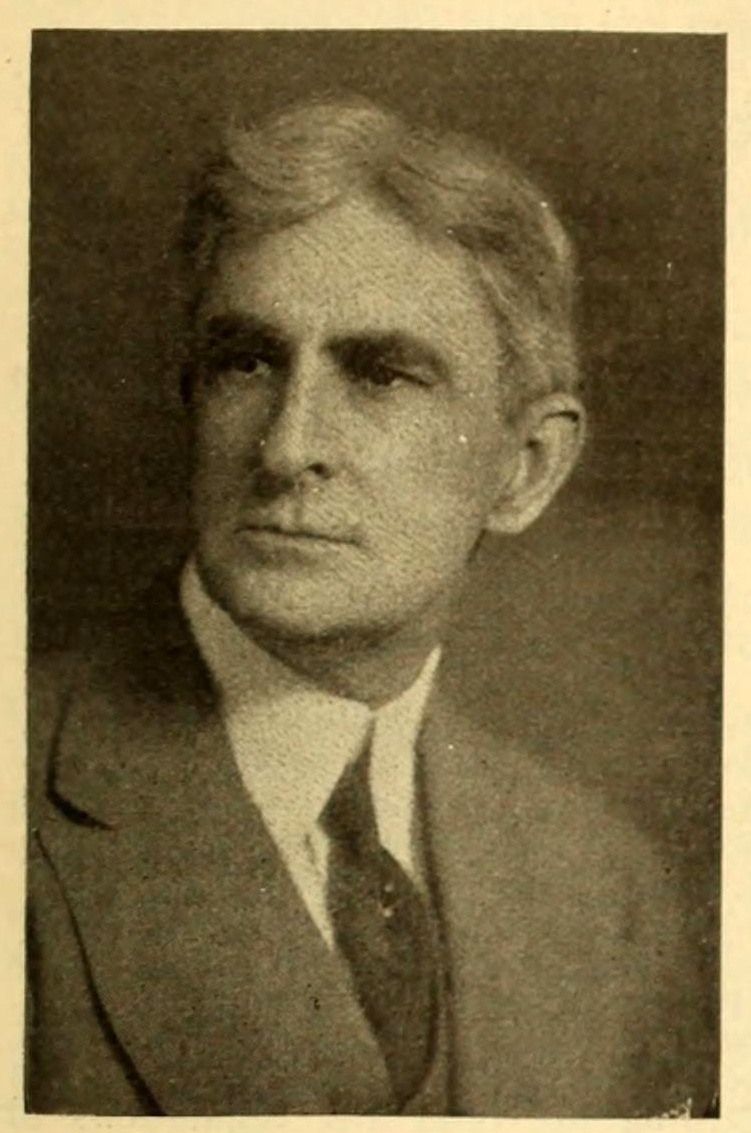
Thomas Dixon.

Le journal The Crisis, organe de presse de la jeune National Association for the Advancement of Colored People (NAACP), lance une campagne de boycott. Oswald Garrison Villard y dénonce une incitation directe au meurtre, une intention délibérée pour attiser les préjugés racistes, une insulte contre une partie de la population. Ses critiques sont reprises par la future prix Nobel de la paix, Jane Addams qui écrit dans l'Evening Post au sujet de la seconde partie du film qu'elle donne un image pernicieuse des Noirs, elle y dénonce la victimisation des Blancs, les falsifications historiques. Le scientifique Jacques Loeb de l'université Rockfeller qualifie le film de glorification de la folie meurtrière, le romancier Upton Sinclair en parle comme étant le film le plus vénéneux qui soit, des universitaires comme l’abolitionniste Samuel McChord Crothers ou Albert Bushnell Hart démontrent que les faits rapportés dans la seconde partie du film ne sont que des fictions que ne corrobore aucune source. Malgré cela, le 15 mars 1915, le National Board of Review (commission de la censure) autorise le film après avoir obtenu la suppression de quelques séquences parmi les plus violentes. Cette version révisée ne satisfait nullement les attentes des partisans de sa censure comme Oswald Garrison Villard et W.E.B. Dubois de la NAACP ou la suffragette Harriot Eaton Stanton Blatch car elle n'ôte rien à son caractère raciste. Le 30 mars 1915 le maire de New York John Purroy Mitchel, donne raison aux détracteurs du film et demande à son tour des coupes à l’intérieur du film. Il n'obtient que la suppression de la scène finale ou les Afro-Américains sont déportés en Afrique. Alors que le film va être projeté à Boston, Dixon avive les tensions en déclarant que l'une de ses intentions en écrivant The clansman est de créer un sentiment d'exécration envers les gens de couleur chez la population blanche et plus particulièrement chez les femmes blanches. Le 17 avril 1915, alors que le film va être projeté au theâtre Tremont de Boston, William Monroe Trotter, figure majeure de la communauté afro-américaine de Boston, prend la tête d'une manifestation qui envahit la salle. Deux cents policiers sont appelés pour les évacuer, Monroe Trotter et onze autres manifestants sont arrêtés. Devant l'hostilité envers le film, James Michael Curley, le maire de Boston ferme la salle, le lendemain, le gouverneur du Massachusetts David I. Walsh, lui prend le pas et promulgue une loi interdisant les films pouvant provoquer des incidents racistes, mais sa loi est invalidée comme étant inconstitutionnelle. Parallèlement, Mary Childs Nerney, secrétaire générale de la NAACP, écrit une lettre ouverte à la commission de la censure pour obtenir des coupures plus significatives, qu'elles nuiraient en rien au succès du film qui engrange des profits remarquables,,,,.

#### Renaissance du Klan

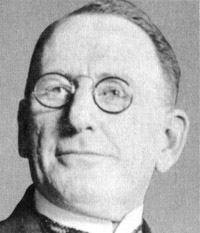
William Joseph Simmons.

William Joseph Simmons, un ex prédicateur de l'Église méthodiste révoqué pour son incompétence et son ivrognerie notoire, s'inspire de la popularité du film Naissance d'une nation et de son apologie du Klan pour le relancer. Le 16 octobre 1915, il réunit autour de lui trente-quatre hommes pour signer une charte qui, à la date du Thanksgiving suivant (le jeudi 25 novembre 1915), devient la charte des Chevaliers du Ku Klux Klan (Knights of the Ku Klux Klan). Cette charte est calquée sur un exemplaire du Prescript de 1867 du premier Ku Klux Klan, dont il a obtenu une copie (une version est publiée en 1917 sous le titre de Kloran,). La cérémonie se déroule au sommet de la Stone Mountain en Géorgie,, Simmons est intronisé « Grand sorcier ». Toujours sous l'inspiration du film Naissance d'une nation, il dresse une croix enflammée qui deviendra un rituel du Klan. Simmons, lors de cette cérémonie, insiste sur le fait que cette organisation se veut être une renaissance du premier Klan de l’ère de la Reconstruction. Il souhaite que le Klan soit un mouvement qui puisse unifier les White Anglo-Saxon Protestant contre les forces menaçant le mode de vie américain, ces forces étant représentées par les Afro-Américains, les catholiques, les Juifs, les étrangers, les immigrants et tout groupe dont les traditions sont contraires au mode de vie conservateur de l'Amérique rurale. Il reprend ainsi les thèses nativistes qui prétendent incarner les valeurs des Pères fondateurs,,,.
Avec la multiplication des Klansmen, les nouveaux venus ne pensent qu'à pratiquer des coups de main contre les ennemis de l’« Amérique pure », qui vont de la flagellation au lynchage en passant par le racket,. À Mer Rouge dans la Louisiane, des Klansmen assassinent deux Blancs qui s'opposent à eux, en les battant à mort. À Lorena dans le Texas, c'est le shérif qui, voulant mettre fin à une parade des Klansmen, est abattu de deux balles. Il réchappe à la mort, porte plainte, mais les accusés sont innocentés par le jury qui dans ses attendus précise que le shérif n'avait pas le droit « d’interférer sur une affaire qui le regardait pas », ce qui fait dire au jeune juriste Leon Jaworski qu'en ce qui concerne le Klan, il n'y avait pas de justice. L'Institut Tuskegee (actuelle Université Tuskegee) qui tient un observatoire des actes du Klan, comptabilise 726 lynchages sur la période qui va de 1915 à 1935.

#### Dyer Anti-Lynching Bill

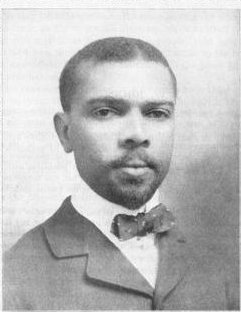
James Weldon Johnson.

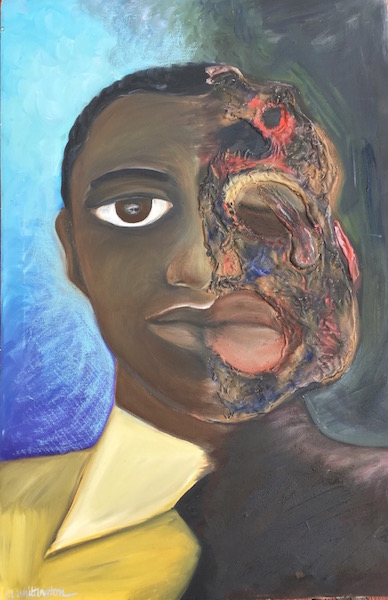
Emmett Till.

Entre 1890 et 1930, quarante États décident de mettre fin aux pratiques terroristes du lynchage. Les mesures prises varient d'un État à l'autre, loi de protection des prisonniers une fois en détention, dans d'autres les shérifs deviennent responsables des cas de lynchage et sont passibles de poursuites pénales et pour d'autres encore des lois avaient établi le droit des personnes à poursuivre la ville ou le comté pour dommages-intérêts voire demander l'intervention de la garde de l'État pour faire disperser une foule menaçante. Mais ces divers dispositifs réglementaires étaient peu suivis dans les États du Sud, pour éviter des lynchages publics, de véritables escadrons de la mort opéraient de nuit pour se rendre au domicile du suspect pour accomplir leur forfait. Face à cette persistance de la pratique du lynchage la NAACP lance une grande campagne contre le lynchage. Sous la direction de James Weldon Johnson, la NAACP élabore un projet de loi anti-lynchage que le représentant républicain du Missouri, Leonidas C. Dyer (en) reprend et présente à la Chambre des représentants en janvier 1918. La loi est adoptée en 1922, mais elle est refusée par le Sénat à cause de l’obstruction des sénateurs démocrates et est abandonnée,,,. Ce projet de loi sera présenté régulièrement, il faudra attendre 2020 pour qu'enfin la pratique du lynchage devienne un délit fédéral. Cette loi porte le nom d'Emmett Till Antilynching Act en mémoire du lynchage d'Emmett Till,.

#### Déclin
À partir des années 1890, des juristes et des clercs dénoncent la barbarie du lynchage, ses erreurs judiciaires, son côté arbitraire et commencent à s'interroger sur sa constitutionnalité et à proposer des remèdes (Cf. les articles mis en bibliographie). Peu à peu, la pratique du lynchage recule pour disparaître, même dans les États les plus racistes comme la Virginie ou la Géorgie. Le Texas est l'État qui continue les lynchages, il faut attendre 1942 pour que la pratique cesse sous le poids de l'opinion. Les lynchages continuent de façon sporadique, pratiqués par des groupuscules suprémacistes comme la mise à mort particulièrement violente d'Emmett Till, jeune Afro-Américain de 14 ans, qui fut lynché après avoir été faussement accusé d'essayer de séduire une femme blanche. Emmett Till fut frappé jusqu'à en devenir méconnaissable (il eut les yeux arrachés, reçut un ou plusieurs tirs de pistolet, de très nombreux coups, un ventilateur de machine à trier le coton fut attaché autour de son cou avec du fil barbelé), puis il fut jeté encore vivant dans la rivière Tallahatchie (en), près de Glendora dans le Mississippi,,. Ces groupes suprémacistes préfèrent au lynchage des actes de terrorisme plus spectaculaires comme l'attentat de l'église baptiste de la 16e rue.

#### Bilan
Entre 1901 et 1929, plus de 1 200 Afro-Américains ont été tués à la suite d'actes de lynchage, principalement dans les états de la Géorgie et du Mississippi.
De 1877 à 1968, 4 743 personnes hommes, femmes et enfants – pratiquement une personne par semaine pendant quatre-vingt-onze ans – furent ainsi victimes de ces pratiques aux États-Unis, perpétrées au nom d'une loi non écrite,,,. Des années 1880 aux années 1930, on recense une majorité de victimes afro-américaines parmi les lynchés : 2 400 personnes (selon les sources) contre 300 personnes blanches, durant la même période. La plupart de ces lynchages ayant eu lieu dans les États du Sud des États-Unis. Bien souvent, le fait, pour une personne afro-américaine, d'avoir « offensé la suprématie blanche » : un regard, une rumeur, une dispute, des insultes, un témoignage à charge contre un Blanc, une infraction aux lois Jim Crow pouvaient la conduire à la potence.
Exemple, parmi des milliers, deux couples d'afro-américains (Roger et Dorothy Malcolm, ainsi que George et Mae Murray Dorsey) furent assassinés le 25 juillet 1946 à Monroe, ville située à 70 kilomètres au sud-est d’Atlanta, dans le comté de Walton, en Géorgie. Une trentaine de personnes les ayant extirpés de leurs voitures, ils furent ensuite abattus après avoir été attachés à des arbres, après quoi les corps furent jetés dans les buissons. À la suite de cela, le président Truman fut le premier homme politique américain à avoir, ouvertement, pris position contre le lynchage, d'autant plus que l'un des hommes était un vétéran de la Seconde Guerre mondiale et que Dorothy Malcolm était enceinte de sept mois. Truman envoya le FBI sur les lieux, mais les enquêteurs fédéraux se heurtèrent à un mur de silence. Leurs meurtriers échappèrent alors à la justice.
Un rapport (Reconstruction in America: Racial Violence After the Civil War) mené par l'association Equal Justice Initiative (en) en 2015 fait un nouveau décompte des actes de lynchages envers les Afro-Américains, ainsi le nombre de lynchages entre 1865 et 1950 se monte à 6 500 victimes. L'enquête détaille près de 2 000 lynchages pour terroriser la population afro-américaine frappant aussi bien des hommes, des femmes et des enfants qui se sont produits pendant la période de la Reconstruction de 1865 à 1876,.

### Le Emmett Till Antilynching Act
Le 29 mars 2022, le président Joe Biden promulgue le Emmett Till Antilynching Act (en), loi fédérale qui s'applique à l’ensemble des États-Unis, loi qui prohibe tout acte de lynchage et qualifie cette pratique de crime de haine,,,,. 

### Pratique de la loi de Lynch dans divers États

#### Alabama

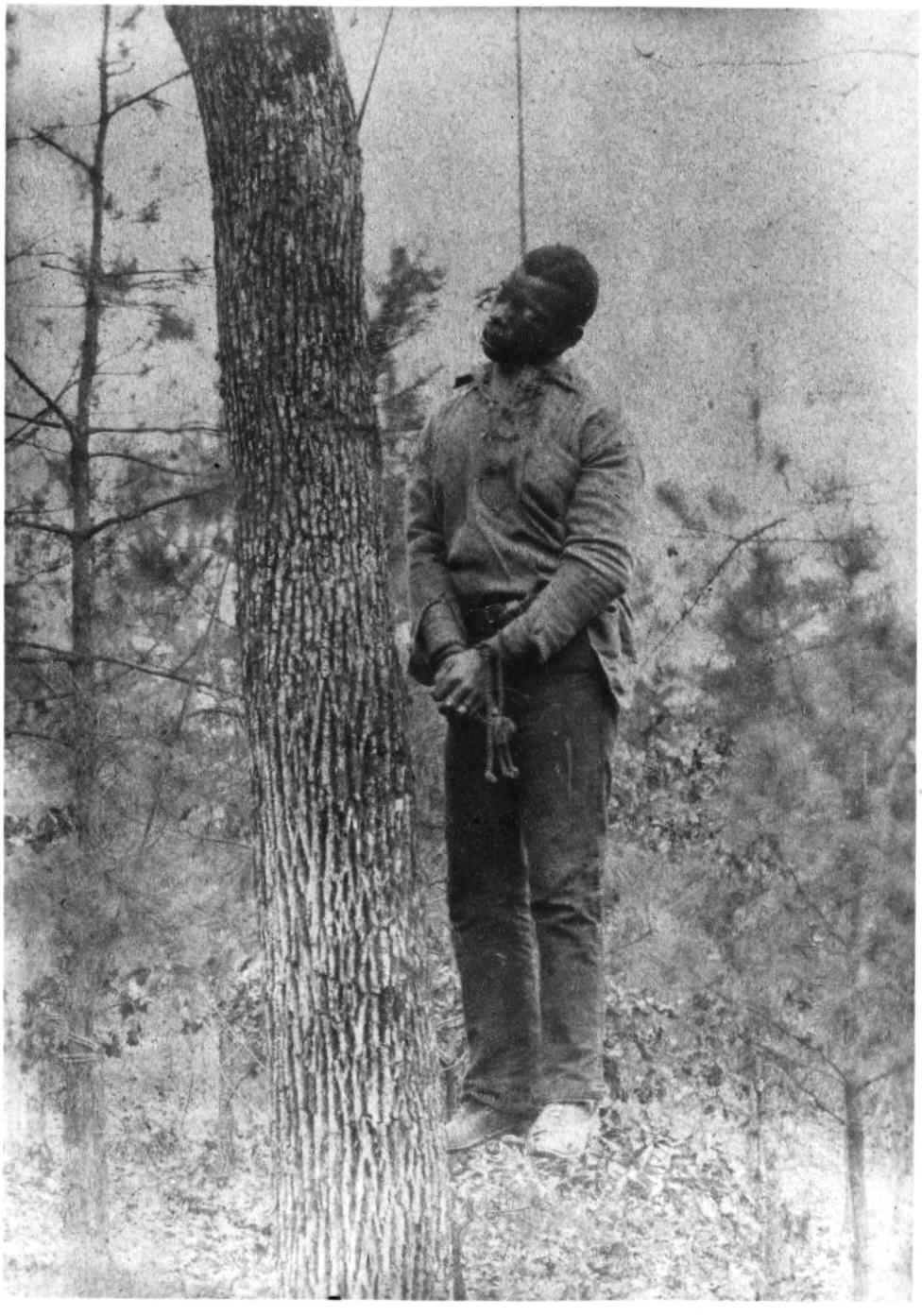
Lynchage de George Meadow à Jefferson (Alabama).

Selon l'université Tuskegee, 299 Afro-Américains ont été exécutés par lynchage dans l'Alabama,,. Le 15 janvier 1889, dans le comté de Jefferson, une bande d'hommes blancs lyncha George Meadows, soupçonné d'avoir agressé une femme blanche, Mme Kellam, bien que celle-ci ait supplié la foule de ne pas le lyncher, arguant que ce n'était pas la bonne personne. Une fois pendu, son corps fut criblé de balles. Des photos de sa dépouille suspendue ont été prises et distribuées comme souvenir. Plus tard, son cadavre fut amené à un entrepreneur de pompes funèbres et exposé au public. Le jour suivant, le shérif annonça l'innocence de George Meadows,. 
Le lynchage de Michael Donald du 21 mars 1981 à Mobile est l'un des derniers lynchages de l'histoire américaine. Michael Donald fut lynché par Henry Hays et James Llewellyn « Tiger » Knowles, deux membres du Ku Klux Klan qui cherchaient à se venger de l'acquittement de Josephus Anderson, accusé d'avoir tué un policier lors du braquage d'une épicerie à Birmingham : pour eux c'était la faute de membres du jury afro-américains et, pour faire justice, ils ont décidé de faire payer un Noir, aussi s'arment-ils, prennent un rouleau de corde et lors de leur expédition, ils tombent sur le jeune Michael Donald ; sous la menace d'un revolver, ils le forcent à entrer dans leur véhicule. Son cadavre est découvert le lendemain : il a été battu, égorgé, puis pendu à un arbre. La caractéristique de cet assassinat est qu'il s'agit d'un crime de haine pur. Michael Donald, contrairement aux autres victimes du Klan, n'était suspecté ni d'avoir commis le moindre délit, ni d'être un militant d'une quelconque organisation des droits civiques ; il a eu juste le tort d'être là au mauvais moment, au mauvais endroit. Au bout de deux années d'enquête, les coupables sont emprisonnés. Après plusieurs procès, Henry Hays est condamné à mort et James Knowles est condamné à la perpétuité. À la suite d'une action au civil, déclenchée par Beulah Mae Donald, mère de Michael, pour la première fois de l'histoire le Klan est condamné comme responsable de la mort du jeune Michael Donald et doit verser une indemnité du montant de 7 000 000 $,,. 
En 2018, le National Memorial for Peace and Justice, un mémorial pour les victimes de lynchages afro-américaines, est ouvert dans la ville de Montgomery.

#### Arkansas
Les lynchages, en Arkansas comme d'autres États du sud des États-Unis, ont frappé principalement des minorités ou des personnes marginalisées, comme les Afro-Américains, les Juifs , les immigrants, les homosexuels et des criminels supposés ou avérés. Richard Buckelew, professeur de sciences sociales à l'université Bethune-Cookman, dans sa thèse Racial Violence in Arkansas: Lynching and Mob Rule publiée en 1999, fait état de 318 lynchages en Arkansas, dont 231 étaient dirigés contre des Afro-Américains, mais des recherches supplémentaires depuis lors ont révisé le nombre à la hausse. La première mention d'un lynchage en Arkansas date de 1836 : la victime était un Afro-Américain du nom de Bunch accusé d'avoir agressé un Blanc,,.
Pendant longtemps, l'historiographie considérait qu'avant la guerre de Sécession, la pratique de la loi de Lynch s'appliquait aux criminels blancs pour imposer un minimum d'ordre pour suppléer les carences de représentants de la justice et de la police et que les Afro-Américains, du fait de leur statut d'esclaves qui les réduisait à être des propriétés, étaient rarement lynchés. Thèse remise en question : une étude de 2018 sur les lynchages d'esclaves a révélé qu'il y a eu plus d'esclaves que de Blancs lynchés dans l'Arkansas avant la guerre de Sécession. Après la guerre, des « petits Blancs » se sont regroupés en bandes de Whitecappers (en) ou de Night Riders (en) qui, pour contrer la concurrence des Afro-Américains fraîchement émancipés, ont pratiqué des actes de lynchages pour les faire fuir,. Dans un cas survenu le long des limites du comté de Jefferson, des fermiers noirs ont été chassés de leurs terres en janvier 1905 par un groupe de Blancs pauvres. La même année, toujours dans les comtés de Jefferson et de Lonoke, les Blancs ont averti les travailleurs migrants hispaniques de quitter la région sous peine de subir de violences. Si on examine la liste des lynchages, on voit qu'un des buts des actes de lynchage était de reléguer les Afro-Américains aux marges de la société par le terrorisme en les cantonnant à des emplois sous-valorisés. Les motifs des lynchages montrent une obsession sexuelle pour protéger la femme blanche de la « bête noire » ; ainsi, un Afro-Américain pouvait être lynché à mort simplement pour un regard, pour un mot de trop, pour avoir oser flirter avec une Blanche, etc..

#### Californie
L'université Tuskegee a recensé qu'entre 1882 et 1968, il y a eu 43 actes de lynchage. Parmi les victimes, on compte seulement deux Afro-Américains, les 41 autres cas concernent des Blancs, des Hispaniques et Latino-Américains ou des Chinois ; en cela, la Californie est une exception. À ces actes, il faut rajouter qu'entre 1848 et 1860, 163 Mexicains ont été exécutés par lynchage. 
Le 24 octobre 1871, une foule de 500 personnes blanches et hispaniques envahissent le Chinatown de Los Angeles et pendent entre 17 et 20 Chinois. Ce massacre de Chinois de 1871 (en) est l'un des pires actes de lynchages commis aux États-Unis,,,.
Après la période de la Reconstruction, la Californie fait partie des quelques États où la pratique du lynchage fut rare : on décompte 5 actes de lynchages dont les plus célèbres sont le lynchage des frères Ruggle (en) de 1892 et les lynchages de Thomas Thurmond et John Holmes soupçonnés d'avoir kidnappé et assassiné Brooke Hart (en).

#### Colorado
Entre 1859 et 1919, il y eut 175 exécutions sommaires par lynchages dans le Colorado. Avant la création de l'État du Colorado en 1876, le lynchage était la principale forme de condamnation pour les criminels dans les villes minières du territoire du Colorado, pour les habitants de ces villes, le lynchage comme un aspect de la justice aux frontières, une nécessité pour faire respecter la loi et l'ordre, face à des carences de représentants de la loi et de la justice.

#### Caroline du Sud
La Caroline du Sud comptabilise 160 assassinats par lynchages, dont 156 ont frappé des Afro-Américains. Les motivations sont communes aux autres États sudistes : priver les Afro-Américains de leurs droits constitutionnels légitimé par une idéologie issue du racisme pseudo scientifique, faisant une représentation des hommes afro-américains en tant que violeurs, dont la sexualité animale menaçait la pureté des femmes blanches. Dans cette optique, le lynchage est considéré comme un moyen de se protéger et de protéger plus particulièrement les femmes blanches de l'agression des bêtes noires. La terreur raciale était pour les sudistes blancs une chance de rétablir la société sudiste dans son état d'avant la reconstruction. Le gouverneur de la Caroline du Sud, Benjamin Tillman, sera un tenant de cette idéologie et affirmera que c'est de la responsabilité des Blancs d'y adhérer.
La Caroline du Sud a été le site de l'un des plus grands lynchages. Le 28 décembre 1889, dans le comté de Barnwell, huit Afro-Américains soupçonnés de délits divers sont extraits de la prison par une bande de personnes masquées, qui les conduit à l'extérieur pour les attacher à des arbres, puis les exécuter,. 
En 1926, Aiken a été le site du lynchage de la famille Lowman. Le shérif Robinson et ses adjoints, Robert E. McElhaney et Arthur D. Sheppard, tous membres du Ku Klux Klan, font une descente dans la maison d'une famille d'Afro-Américains, les Lowman, suspectée de fabriquer clandestinement de l'alcool. Lors de la descente, Howard et Annie Lowman sont abattus par le shérif pour des raisons obscures car il n'a été trouvé aucune trace d'alcool. Les membres restants de la famille Lowman sont arrêtés (Bertha, 27 ans, Demon, 21 ans et Clarence Lowman, 14 ans), c'est alors que le vendredi 8 octobre 1926, une bande dirigée par le Ku Klux Klan les emmène hors de prison pour les exécuter. Selon la presse locale, plus d'un millier de personnes ont assisté à la fusillade. Malgré les preuves contre le shérif Robinson en tant qu'instigateur du lynchage des Lowman, le gouverneur de Caroline du Sud Thomas G. McLeod et son successeur, John G. Richards, ont refusé toute enquête et ont maintenu le shérif dans ses fonctions,,,.
Le dernier lynchage en Caroline du Sud a eu lieu le 17 février 1947, quand une foule blanche a assassiné Willie Earle, un jeune homme afro-américain qui avait été arrêté car suspecté, sans preuve, du meurtre d'un chauffeur de taxi blanc. Les agents des forces de l'ordre de l'État et du gouvernement fédéral ont mené une enquête approfondie qui a abouti à plusieurs arrestations et à des poursuites contre les accusés. Le meurtre d'Earle est un tournant marquant le déclin du lynchage en Caroline du Sud : c'est la fin d'une période qui avait permis aux Blancs de pratiquer la loi de Lynch impunément sans crainte de représailles,,,.

#### Géorgie
La Géorgie est le second État quant au nombre d'exécutions par lynchage : il est décompté, en 2020, 531 victimes, après l'État du Mississippi qui en compte 581. Au cours des années 1880 et 1890, comme d'autres États du sud des États-Unis, la Géorgie va connaître une croissance régulière des cas de lynchage, dont le pic est atteint en 1899 avec un total de 27 cas signalés. Entre 1890 et 1900, il y a en moyenne un cas de lynchage par mois. La fréquence des cas de lynchage diminue au cours de la première décennie du XXe siècle, mais en 1911, les lynchages reprennent avec 19 Géorgiens tués par lynchages. Après une autre année record en 1919, la tendance à la pratique des lynchages est à la baisse, de 1927 à 1929, il n'est répertorié aucun cas de lynchage. Après 1930, les cas de lynchages vont être sporadiques. La majorité (95 %) des victimes assassinées par la loi de Lynch sont des Afro-Américains, ils ont été exécutés principalement par des foules blanches, mais il existe des preuves qui montrent  que 12 des 435 victimes afro-américaines ont été également assassinées par des foules afro-américaines. 5 % des victimes de lynchages de la Géorgie étaient des Blancs, mais aucune d'entre elles n'a été exécutée par des Afro-Américains. Selon les articles de journaux, la justification la plus courante des lynchages était le meurtre présumé d'une personne blanche, la deuxième justification la plus fréquente était le prétendu viol ou tentative de viol d'une femme blanche, dans certains cas, les victimes de lynchage étaient accusées de « crimes raciaux », c'est-à-dire de violation des lois de ségrégation, dites lois de Jim Crow,.
Parmi les lynchages les plus spectaculaires dans la violence, trois cas peuvent être cités : 
1. Le cas d'Eli Cooper qui est enlevé une nuit de la fin de l'été 1919, par quinze ou vingt hommes blancs de son domicile à Cadwell dans le comté de Laurens et qui l'ont conduit dans l'église afro-américaine de Petway dans le comté de Dodge, là, le gang de tueurs a tiré sur Cooper, mis le feu à l'église et a jeté son corps dans les flammes. Selon le journal l'Atlanta Constitution, le crime d'Eli Cooper était d'avoir dénoncé la discrimination raciale et donc on lui a prêté l'intention de fomenter une soulèvement contre les Blancs[130],[131],[132] .
2. Le cas de Sam Hose (alias Sam Holt) près de Newnan dans le comté de Coweta, dont le lynchage a eu lieu le 23 avril 1899. Sam Hose, accusé sans preuve du meurtre de son employeur Alfred Cranford, un homme blanc, est en prison ; c'est alors qu'une foule de cinq cents à deux mille personnes l'extrait de sa geôle pour le conduire dans un champ ; après l'avoir ligoté à un arbre, des lyncheurs l'ont torturé et mutilé, puis alors qu'il est encore vivant, l'aspergent d'essence et y mettent le feu. Sam Hose meurt dans d'horribles convulsions[133],[134],[135].
3. Le cas de Mary Turner dans le comté de Brooks en Géorgie est certainement le plus barbare et va défrayer la chronique. Mary Turner est l'épouse de Hayes Turner, un ouvrier agricole qui a été suspecté à tort d'avoir tué son patron Hampton Smith et qui fut exécuté sommairement à la suite d'une chasse à l'homme. Le 19 mai 1918, Mary Turner, alors en fin de grossesse, parce qu'elle a tenté vainement de s'opposer au meurtre de son époux, va être pendue la tête en bas à un arbre, puis aspergée d'essence et d'huile à moteur et incendiée. Alors que Mary Turner est encore vivante, un des lyncheurs l'éventre avec un coutelas et arrache le fœtus qui est alors piétiné et écrasé au sol, puis la foule crible le corps de Mary Turner d'une centaine de balles[136],[137],[138],[139],[140].

#### Mississippi

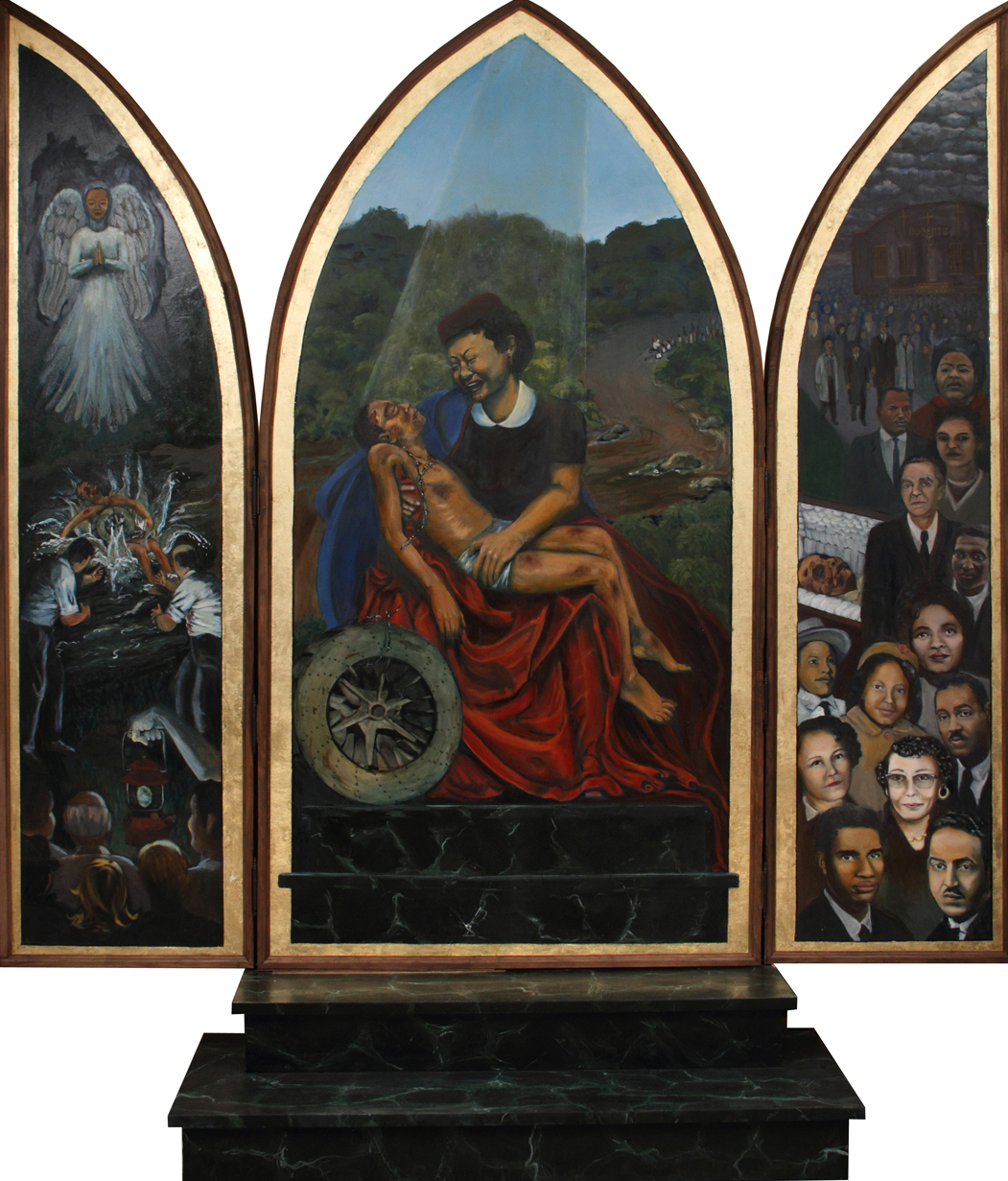
Triptyque du mémorial consacré à la mémoire d'Emmett Till

Le Mississippi est en tête du nombre de lynchages pratiqués ; l'université Tuskegee a recensé qu'entre 1882 et 1968, parmi 581 actes de lynchages, les victimes se répartissent de la manière suivante : 42 Blancs et 539 Afro-Américains. 
En 1835, à Vicksburg, des joueurs quittent les festivités de célébration du 4 juillet. Des citoyens scandalisés somment les joueurs de quitter la ville, il s'ensuit une échauffourée qui provoque un mort dans la foule, la loi de Lynch s'applique aussitôt, la foule pend cinq joueurs. Le journal local a justifié l'action en se plaignant que les tribunaux étaient trop faibles et en suggérant que « la société… ne peut parfois être purifiée que par une tempête ». Il est à noter que toutes victimes étaient des Blancs.
Deux lynchages produits au Mississippi au XXe siècle vont défrayer la chronique : l'assassinat d'Emmett Till en 1955, et le triple meurtre de la Freedom Summer de 1964,,. 

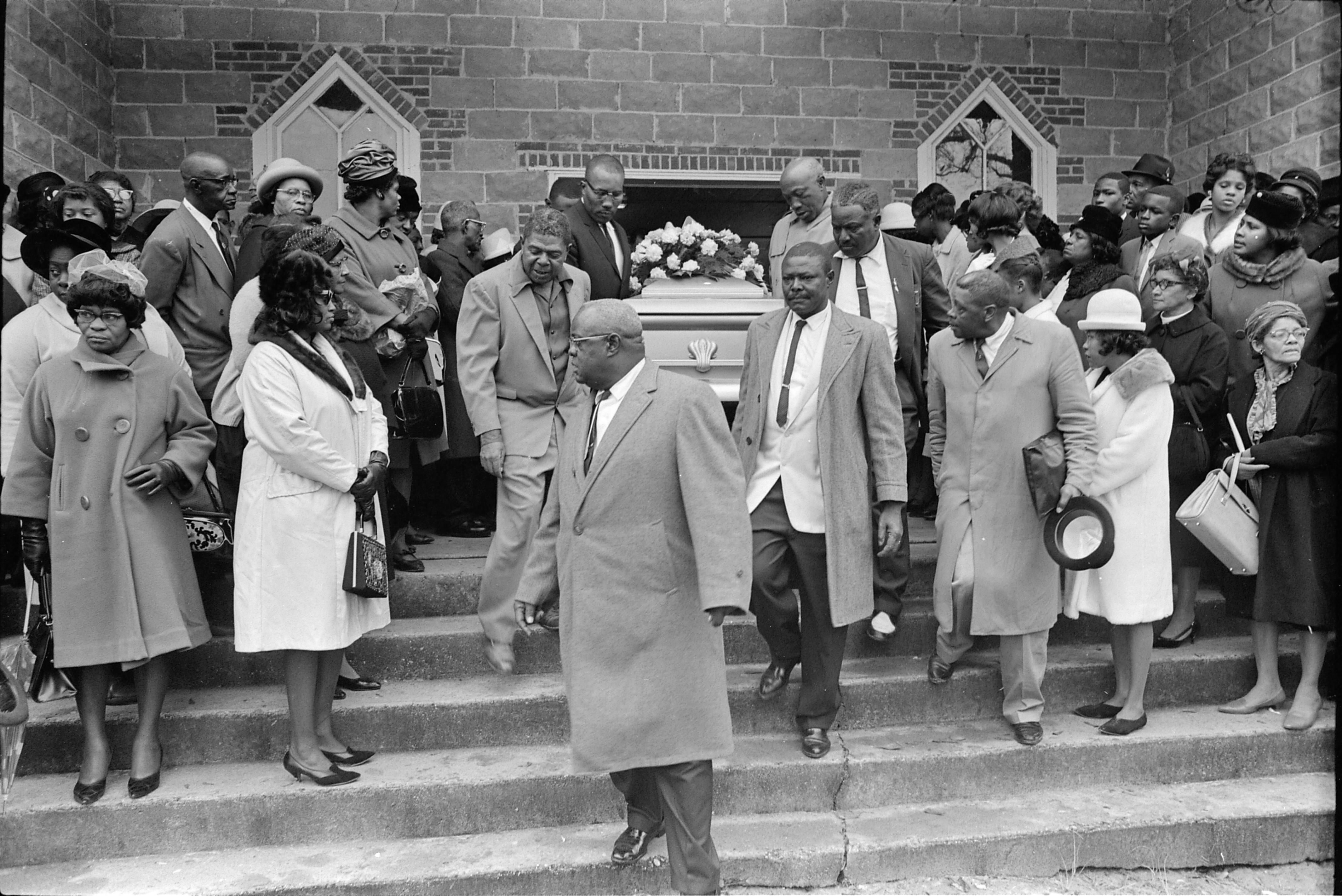
Funérailles de Vernon Dahmer.

D'autres lynchages vont frapper des militants des droits civiques, parmi ces victimes citons Charles Eddie Moore, un étudiant, et Henry Hezekiah Dee, un employé d'une minoterie qui sont enlevés, torturés et battus à mort par des Klansmen en 1964, parce que soupçonnés d'appartenir au mouvement des droits civiques,, Clarence Triggs (en) assassiné d'une balle dans la tête dans une voiture abandonnée à Bogalusa dans le Mississippi en 1966,, Vernon Dahmer (en) un des leaders du mouvement des droits civiques et président de la section de la NAACP de Hattiesburg dans le Mississippi qui décède en 1966 à la suite d'un attentat du Klan dirigé contre lui et sa famille.

#### Missouri
En dehors des États du Sud comme le Mississippi, la Géorgie ou le Texas, le Missouri est le deuxième État après l'Oklahoma où ont été recensés des cas de lynchages. L'association Equal Justice Initiative (en) de Montgomery fait état de 60 cas de lynchage contre des Afro-Américains, chiffre proche des données de l'Université de Tuskegee qui pour la période allant de 1882 à 1968 comptabilise 122 cas dont 69 envers des Afro-Américains,.
Parmi les différents assassinats par lynchage, sont indiqués un certain nombre de cas remarquables par leur violence.
En 1836 à Saint-Louis, une foule a brûlé vif Francis McIntosh (en), un Afro-Américain libre, après qu'il a eu été soupçonné d'avoir tué un officier de police blanc,.
Le 20 août 1901 à Pierce City, le corps d'une jeune femme blanche de 23 ans est retrouvé la gorge tranchée, mais il n'y avait aucune preuve qu'elle ait été violée. William Godley, un Afro-Américain est arrêté et accusé du meurtre et viol de la victime sur simple présomption lié au fait qu'il avait été dix ans plus tôt condamné pour le viol d'une femme blanche, sur la base d'une identification douteuse. William Godley est extrait de la prison de la ville par une foule d'hommes blancs et lynché. Cela aurait pu s'arrêter là comme d'autres lynchages « ordinaires », mais des rumeurs circulent qui vont enflammer la foule, rumeurs selon lesquelles un Afro-Américain aurait tenté de tirer sur les lyncheurs ; la foule déferle dans le quartier noir de Pierce City, où pendant de 15 heures elle sème la terreur, tuant au passage le grand père de William Godley et un jeune Peter Hampton abattu et brûlé vif dans sa maison. Les résidents afro-américains ont dû fuir pour sauver leur vie, c'est ainsi que la population noire du comté de Lawrence est passée de 400 habitants au début du siècle à seulement 91 habitants en 1910,,,.
Le 14 avril 1906 à Springfield, deux Afro-Américains, Horace Duncan et Fred Coker, sont accusés sans preuve d’être les auteurs d'une agression sexuelle. Bien qu'ils aient eu des alibis confirmés par leurs employeurs, une foule a refusé d'attendre un procès. Selon un scénario bien connu, les agresseurs pénètrent avec effraction dans la prison pour s’emparer d'eux. Ils sont livrés à une foule de 5 000 personnes vociférant « Pendons-les ! Brûlons-les ! », conduits sur la place centrale et pendus à une balustrade, tandis que sous leurs pieds on allume un feu : ils sont brûlés vifs et sont achevés par une fusillade. Dans la foulée, la meute des lyncheurs poursuit Will Allen, accusé sans preuves d'un meurtre récent, et lui aussi est pendu à la même balustrade. La police et les autorités du comté n’ont rien fait pour empêcher ces lynchages. Les journaux ont rapporté plus tard que Horace Duncan et Fred Coker étaient innocents de l'allégation de viol.

#### Oklahoma
À l'échelle nationale, le lynchage a augmenté chaque année de 1866 aux années 1880, a culminé en 1892 et a progressivement diminué, à l'exception d'une recrudescence pendant la Peur rouge de 1919–20. Dans l'Oklahoma, le lynchage a généralement suivi la tendance nationale. Des enquêtes menées par l'Institut Tuskegee, la NAACP et divers chercheurs identifient environ 147 décès par lynchage enregistrés de 1885 à 1930 (des dizaines d'autres sont probablement restés ignorés). Le décompte est le suivant 77 Blancs, 50 Afro-Américains, 14 Amérindiens, un Chinois et cinq d'origine inconnue. En Oklahoma, la pendaison était la forme la plus courante, et de façon exceptionnelle était pratiqué la mort par le bûcher.
Dans la période, de 1885 à 1907, la plupart des victimes de lynchages en Oklahoma étaient des Blancs, lynchés principalement en tant que voleurs. Au cours de ces années, 106 personnes ont été lynchées pour des activités criminelles présumées parmi ces victimes on décompte 71 Blancs, 17 Afro-Américains, 14 Amérindiens, un Chinois et trois d'origine inconnue.
Après 1907, le lynchage entre dans une période plus raciste. Si les chiffres diminuent, en revanche les victimes sont presque exclusivement noires, le lynchage étant un moyen avec les lois Jim Crow pour réduire la place des Afro-Américains dans la vie civile et économiques pour les cantonner à des rôles dévalorisés socialement. La plupart de ces actes criminels se sont produits de 1908 à 1916, les motifs sont les soupçons de meurtre, de complicité de meurtre, de viol et de tentative de viol . Le dernier lynchage enregistré dans l'Oklahoma a eu lieu à Chickasha en 1930. 
Le lynchage est une des manifestations de la violence raciale qui existait dans l'Oklahoma du début du XXe siècle envers les Afro-Américains, une autre manifestation était la whipping party / fête du fouet, au cours de laquelle une troupe de Blancs fouettait ou rossait un Afro-Américain qui était soupçonné d'une infraction quelconque. En 1922, selon le gouverneur de l'Oklahoma Jack C. Walton (en), 2 500 fêtes du fouet ont eu lieu. Une autre manifestation était l'émeute raciale dont le but était de chasser les Afro-Américains d'une ville, des émeutes de ce genre ont eu lieu à Berwyn en 1895, à Lawton en 1902 et à Boynton en 1904, à Henryetta en 1907, et à Dewey (Oklahoma) en 1917. Ce genre d'émeute atteint son paroxysme avec le massacre de Tulsa où une foule de Blancs attaquèrent les habitants et les entreprises de la communauté afro-américaine faisant entre 50 et 300 morts afro-américains.
La violence cesse après 1930, cela est dû à plusieurs facteurs, le changement de l'opinion chez les Blancs, l'émergence d'une presse afro-américaine organisant la résistance aux actes de lynchages et leur dénonciation, le poids grandissant de la NAACP, et l'influence de la branche de l'Oklahoma de l'Association of Southern Women for the Prevention of Lynching (en) qui a œuvré pour que les femmes blanches découragent leurs époux à participer à ce genre de violence,,,,.

#### Tennessee

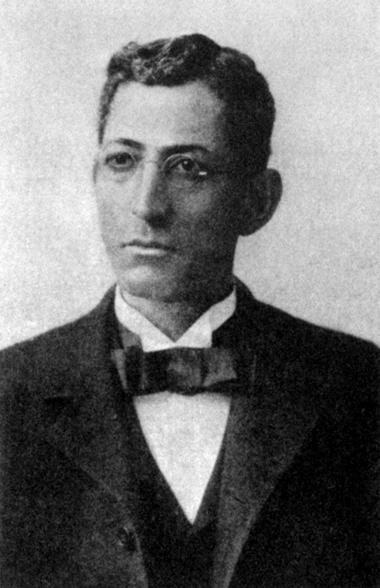
Timothy Thomas Fortune.

Entre la fin de la période de la Reconstruction et les années 1950, on estime qu'il y a eu un plus de 230 lynchages au Tennessee. Des lynchages ont eu lieu dans soixante-dix comtés sur les 95 comtés de l'État du Tennessee. Le comté de Shelby est tristement connu pour le nombre de lynchages. Parmi les 18 actes de lynchages recensés un acte est à noter, c'est le lynchage de Ell Persons, qui a eu lieu le 22 mai 1917 à Memphis. Ell Person, soupçonné d'avoir tué à la hache une jeune femme blanche de seize ans, qui aurait avoué après un interrogatoire brutal, a été brûlé vif en présence de cinq mille hommes, femmes et enfants dans une ambiance festive, son cadavre fut dépecé et ses restes dispersés, des photographies ont été prises et ont servi de cartes postales,. Dans le comté d'Obion 17 lynchages ont été dénombrés, parmi ceux-ci on peut retenir le lynchage de George Smith qui a lieu en avril 1931 à Union City, George Smith était soupçonné d'avoir agressé une chanteuse blanche, alors qu'il était emprisonné, une foule a fait irruption dans les locaux du shérif pour se saisir de lui et l'a pendu à un arbre, pendant son exécution la foule chantait,,. Le comté de Davidson a enregistré trois lynchages, le comté de Hamilton quatre, dans le comté de Madison en sont recensés deux rien que pour la ville de Jackson, etc.. Les journaux locaux décrivaient fréquemment une atmosphère de spectacle ou de fête qui accompagnait les lynchages. Les invitations à participer ou assister à un lynchage étaient imprimées dans les journaux ou diffusées de bouche à oreille par les conducteurs de chemin de fer. 
Les victimes afro-américaines, les hommes comme les femmes, ont été régulièrement torturées comprenant des énucléations, des oreilles et des nez tranchés, des mutilations des doigts et des orteils, qui devenaient autant de trophées. Les foules de Lynch utilisaient des tire-bouchons pour déchirer la chair et des pinces pour extraire les dents. Les hommes afro-américains étaient souvent castrés et les femmes afro-américaines étaient généralement violées, alors que selon les témoignages, les hommes blancs victimes de lynchage n'ont jamais subis de torture avant leur exécution, ni les femmes blanches violées.
Comme dans les autres états du Sud les motivations sont le contrôle social des Afro-Américains en les privant notamment de leurs droits constitutionnels, de les cantonner dans des emplois sous valorisés et en limitant leurs interactions avec la population blanche au strit minimum, cela légitimé par une idéologie issue du racisme pseudo scientifique, animalisant les hommes afro-américains en tant que violeurs, mettant en danger la pureté des femmes blanches.
Les efforts anti lynchage comprenaient ceux du journaliste afro-américain Timothy Thomas Fortune et d'Ida B. Wells,,, En 1897, le Tennessee est devenu l'un des trois États avec le Kentucky et le Texas à adopter une loi faisant du lynchage un crime. 

#### Texas
Le Texas fait partie des trois États avec le Mississippi et la Géorgie à compter le plus grand nombre d'actes de lynchages. Entre 1885 et 1942 la Texas State Historical Association a recensé 468 personnes exécutées par lynchages, dont 339 Afro-Américains, 77 Blancs, 53 Hispaniques et un Amérindien et si on élargit la période de 1882 à 1968, l'université Tuskegee fait état de 493 lynchages ayant tué 141 Blancs et 352 Afro-Américains.
Durant la période précédant la guerre de Sécession, les comités de vigilance ont largement pratiqué la loi de Lynch après des parodies de justice. Les condamnations allait de la flagellation à la pendaison, on dénombre 140 pendaisons. Les vigilants du comté de Shelby, ont lynché à mort au moins dix personnes pendant la Regulator–Moderator War (en) de 1840-1844. Les vigilants du comté de San Saba, membres du Ku Klux Klan ont fait vingt-cinq victimes entre 1880 et 1896. 
Quelques cas de lynchages sont à retenir soit par leur caractère de tuerie de masse, soit par leur cruauté hors normes : 
1. Les tensions générées par la guerre de Sécession ont causé le plus grand lynchage de masse de l'histoire de l'État du Texas, passé dans l'histoire sous le nom de la Grande pendaison de Gainesville, où 41 unionistes ont été pendus en octobre 1862 et deux autres abattus parce qu'ils voulaient échapper à la corde[181],[182],[183].
2. Le 29 juillet 1910 s'est produit à Slocum (en) ce qui est passé à la postérité sous le nom de massacre de Slocum (en). La cause serait une rumeur infondée prétendant qu'à la suite du lynchage d'un Afro-Américain dans le comté voisin de Cherokee, d'autres se seraient réunis à Slocum pour préparer des représailles armées. La tension est montée d'un cran, lorsqu'un fermier blanc, Jim Spurger, aurait cherché à recouvrer une dette contestée auprès d'un fermier afro-américain respecté nommé Abe Wilson et qu'il aurait sollicité d'autres Afro-Américains pour lui venir en aide. Une confrontation éclate, Jim Spurger est éconduit et il va de plaindre au village que des Afro-Américains l'avaient menacé, l'agitation gronde et une foule de Blancs armés se rend dans les zones habitées par les Afro-Américains. Leur premières victimes sont trois adolescents Charlie Wilson, Cleve Larkin et Lusk Holley. Cleve Larkin est tué, les deux autres blessés s'enfuient dans les marais, Lusk Holley y décède des suites de sa blessure. Puis la foule tire à vue sur les Afro-Américains et incendient leurs maisons. La plupart des victimes sont abattues ou blessées par une balle dans le dos, aucune d'entre elles n'étaient armées. Le bilan est incertain, selon les sources ce lynchage de masse aurait tué entre 8 et 22 Afro-Américains et le nombre de blessés à 200[184],[185],[186],[187].Lynchage de Jesse Washington à Waco (Texas)

Lynchage de Jesse Washington à Waco (Texas)

3. Le 15 mai 1916, à Waco dans le comté de McLennan, a lieu le lynchage de Jesse Washington, un jeune afro-américain illettré âgé de 17 ans. Il est soupçonné d'avoir violé et tué Lucy Fryer, une femme blanche de 53 ans le 8 mai 1916. Jesse Washington est soupçonné parce que lui et son frère William travaillent comme ouvriers agricoles à la ferme Fryer depuis janvier 1916. Lors d'un premier interrogatoire Jesse Washington nie tout en bloc, mais le fait que lors de son arrestation il portait une blouse tachée de sang, il est retenu en prison. Le 9 mai 1916, pour éviter un lynchage, le shérif du comté de McLennan, Samuel S. Fleming, envoie Jesse Washington à Hillsboro, une petite ville à 56 kilomètres de Waco. Là bas, Jesse Washington est à nouveau interrogé et il avoue le meurtre et indique où il a caché l'arme du crime un marteau et il signe ses aveux avec un X. Le shérif Fleming retourne à Waco et entreprend des fouilles sur la ferme des Fryer et découvre le marteau à l'endroit indiqué par Jesse Washington ce qui ne laisse plus aucun doute sur sa culpabilité. L’annonce de la nouvelle dans la presse locale enflamme la population de Waco, une foule de 500 personnes se présente devant les locaux du Shérif pour lui demander de le lui livrer afin de « faire justice », mais elles en sont pour leurs frais puisque Jesse Washington est à Hillsboro. Le procès a lieu le 15 mai 1916 à Waco, après une délibération du jury de quatre minutes, Jesse Washington est déclaré coupable et condamné à la peine capitale. À la fin de la lecture du verdict, une foule pénètre dans le tribunal et s'empare de Jesse Washington. Il est enchaîné et traîné vers un endroit où est préparé un bûcher, pendant la procession la foule arrache ses vêtements, le larde de coups de couteaux et lui jette des pierres, des moellons, etc. La foule le conduit à l'arbre au-dessus du bûcher, arrose son corps de pétrole et le pend au-dessus des flammes. Une fois mort il est démembré, le reste de son cadavre carbonisé est traîné par un cheval jusqu'à ce que sa tête se décolle de son buste, ses restes sont suspendus au-dessus d'un atelier de forgeron devant le quartier des Afro-Américains en guise d'avertissement. On estime qu'il y a eu entre 15 000 à 20 000 spectateurs pour assister au lynchage. L'horreur de ce lynchage a défrayé la chronique jusqu'à la presse internationale, ce qui a eu pour conséquence un renforcement des mouvements réclamant la pénalisation des lynchages et la poursuite de leurs instigateurs[188],[189],[190],[191],[192].

#### Virginie
Les lynchages existaient dans la Virginie dès la période coloniale et pendant la guerre d'Indépendance comme méthode de châtiment d'un crime supposé ou avéré en dehors de toute procédure judiciaire régulière. Durant cette période, ce sont principalement des Blancs loyalistes qui en sont victimes et les sentences étaient moins meurtrières qu'après la guerre de Sécession. Au cours du XIXe siècle, il y a eu 147 incidents de type lynchage, en 1835 l’application de la loi de Lynch causa la mort de soixante et onze personnes. Environ 40% de ces lynchages était le fait de tensions liées à l'esclavage, qui en Virginie se sont intensifiées après la révolte des esclaves menées par Nat Turner en 1831. À peine deux semaines après le soulèvement, un homme du nom de Robinson a été déshabillé et fouetté à mort à l'extérieur de Petersbourg pour avoir dit en privé que l'esclavage était une erreur pernicieuse. En 1835, un Anglais du même nom, Robertson, accusé d'être un abolitionniste fut lynché presque à mort, ayant peut-être été confondu avec l'homme cité plus haut. D'autres violences pourraient être attribuées à l'augmentation de l'immigration et aux conflits religieux qui en résultent. 
Le lynchage, ou loi de Lynch, commence à prendre de l'ampleur en Virginie à partir de 1880, où après la période de la reconstruction les Virginiens blancs veulent contrôler la population afro-américaine. Les lynchages se produisent à la suite d'un crime, d'un crime présumé ou de tout incident à caractère raciste dans une région. Grâce à la complicité des autorités locales les lynchages n'étaient presque jamais poursuivis. Au début de 1880, Page Wallace, un Afro-Américain qui s'est évadé de la prison de Leesburg, est soupçonné d'avoir violé une femme blanche, et un journal local titre « Un nègre de Virginie qui sera lynché s'il est capturé ». Plus tard, ce même journal annonce que Wallace « se balance aux branches d'un sycomore ».
Il ne sera pas le seul. En 1993, l'historien W. Fitzhugh Brundage (en) dans son essai Lynching in the New South: Georgia and Virginia, 1880-1930 a estimé que 86 personnes ont été lynchées à mort en Virginie entre 1880 et 1930, dont 71 Afro-Américains. 
Le meurtre de Wallace, quant à lui, est emblématique dans son déroulement. La foule qui s'est emparé de lui comptait environ 150 hommes, effectif semblable à environ 40% des foules pratiquant le lynchage en Virginie entre 1880 et 1930. Et comme dans presque tous les cas la foule extrait la victime de la prison et comme beaucoup de lynchages, celui-ci a été effectué dans un lieu symbolique: le site où le crime présumé avait eu lieu. 
Environ trente-quatre des quatre-vingt-six lynchages dénombrés par Brundage entre 1880 et 1930 impliquaient, comme Wallace, des accusations de viol ou de tentative de viol contre des femmes blanches, un crime auquel les Blancs pensaient que les Afro-Américains étaient particulièrement sujets. De telles attitudes découlaient de deux préjugés bien enracinés dans le sud : diaboliser les Noirs et défendre l'honneur des femmes blanches. Ces préjugés conduisent directement à des lynchages. La définition du viol était large, avec la simple présence d'un homme noir avec une femme blanche solitaire générant une accusation et une éventuelle sanction. 
Comme ce fut le cas avec Page Wallace, la presse blanche applaudit souvent les lynchages. Lorsqu'un Afro-Américain du nom de Joseph McCoy a été accusé d'avoir violé une fille blanche à Alexandrie puis lynché à mort la Gazette d'Alexandria a justifié le meurtre et la castration qui a en suivi en arguant que les actions de McCoy « ont naturellement suscité la juste indignation de la communauté, et alors que tous croient en la loi et l'ordre[...] le sentiment général a été que le démon a rencontré sa juste récompense. ».

## Loi de Lynch dans la culture

### Extension du sens premier dans le langage familier
Par extension, le mot lynchage et le verbe lyncher sont aussi employés de nos jours pour qualifier un passage à tabac en réunion, même si celui-ci n'a pas provoqué la mort de la victime devenant un synonyme d'écharper, de malmener, brutaliser, molester une personne qu’on a prise à partie ou de façon plus rare, des formes de harcèlement verbal, notamment celles du lynchage médiatique,,, pour lesquelles, on emploie de plus en plus le néologisme bashing. 
Par facilité de langage, lynchage et lyncher sont aussi employés pour désigner des exécutions sommaires dans des contextes étrangers à son contexte historique premier devenant un mot valise pour désigner toutes les formes de « justice » expéditive de façon indistincte,.

### Monument historique

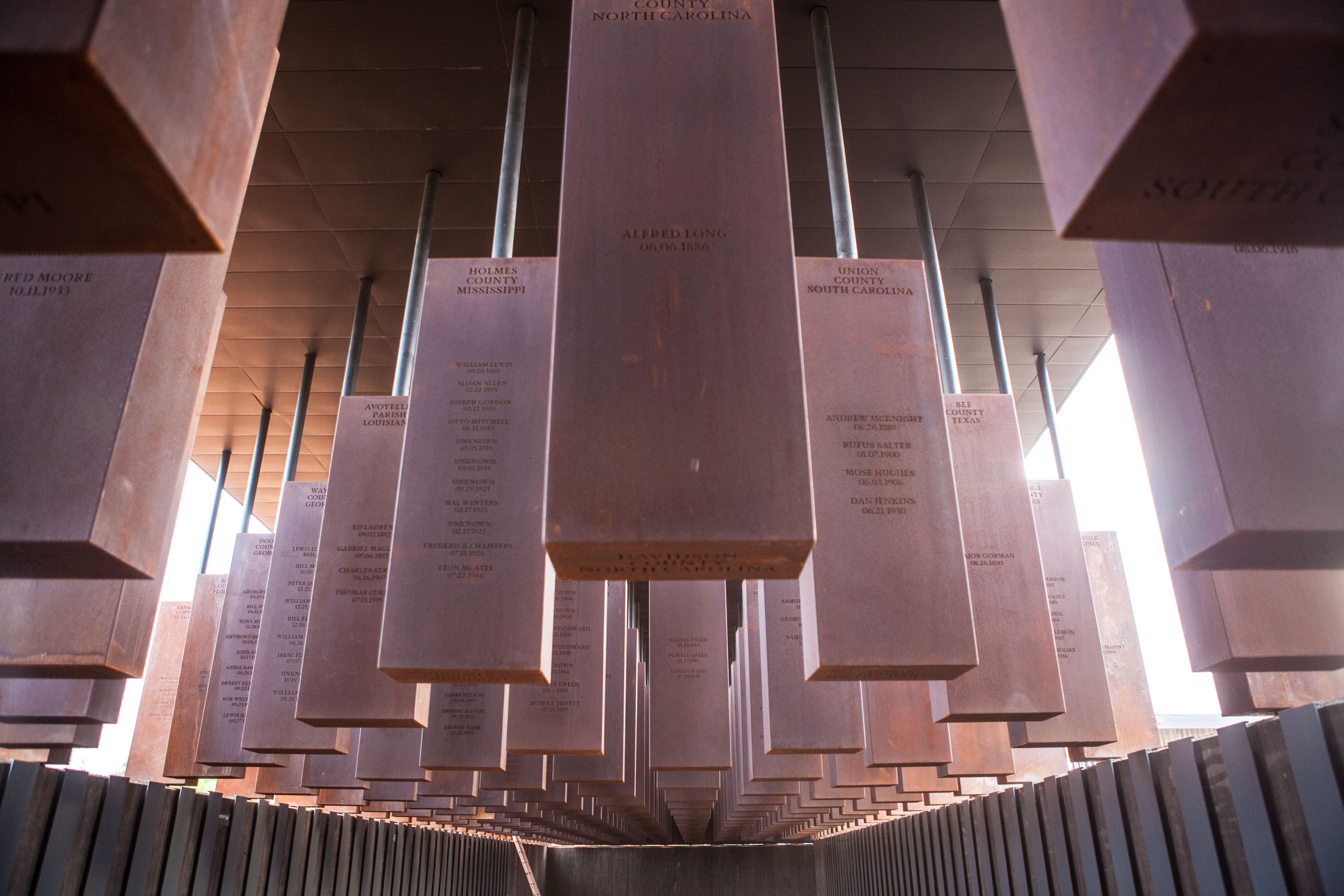
The National Memorial for Peace and Justice.

En 2018, s'ouvre le mémorial The National Memorial for Peace and Justice (en) à Montgomery (Alabama) où sont gravés les 4 000 noms d'Afro-Américains assassinés par des actes de lynchage,

### Cinéma
Le lynchage est montré favorablement dans le film Naissance d'une nation (The Birth of a Nation), sortie en 1915, réalisé par D. W. Griffith, où un homme noir, Gus, qui a poursuivi et mené une petite fille blanche à sa mort, est capturé par le Ku Klux Klan, les protagonistes du film, et tué entre deux scènes.
La thématique du lynchages sont courants dans les westerns, parmi ceux-ci on peut citer,
- Les Conquérants, 1939, de Michael Curtiz,
- L'Étrange Incident (The Oxbow Incident), 1943, de William A. Wellman,
- La Vallée maudite, 1947, de George Waggner,
- La Femme qui faillit être lynchée, 1953, de Allan Dwan,
- Johnny Guitare, 1954, de Nicholas Ray,
- Quatre Étranges Cavaliers, 1954, de Allan Dwan,
- La Colline des potences, 1959, de Delmer Daves,
- La Poursuite impitoyable, 1966, de Arthur Penn,
- Pendez-les haut et court (Hang'em high), 1968, de Ted Post,
- Cinq cartes à abattre (Five Card Stud), 1968, de Henry Hathaway,
- L'Homme des Hautes Plaines, 1973, de Clint Eastwood,

Bien que le lynchage prenne une grande place aux côtés des westerns, le lynchage a été adopté par bien d'autres films, qui sont des drames sociaux ou des films noirs.
- Le soleil brille pour tout le monde, 1953, de John Ford
- Stars in My Crown, 1949, de Jacques Tourneur
- Panique, 1946, de Julien Duvivier
- Furie, 1936, de Fritz Lang

### Chanson
La chanson Strange Fruit, interprétée par Billie Holiday à partir de 1939, a contribué à rappeler à l'opinion publique que la pratique du lynchage continuait.

### Danse
Dans les années 1930, le New Dance Group se bat contre la ségrégation et dénonce le lynchage des noirs dans le Sud.

## Pour en savoir plus

#### Essais et études historiques
- (en-US) National Association for the Advancement of Colored People, Thirty years of lynching in the United States, 1889-1918., 1919, 112 p. (lire en ligne),
- (en-US) A. Philip Randolph, The Truth about lynching : Its causes and effects, Cosmo-Advocate Pub. Co, 1917, 28 p. (lire en ligne),
- (en-US) Winfield Hazlitt Collins, The truth about lynching and the Negro in the South, in which the author pleads that the South be made safe for the white race, Neale publishing company, 1918, 172 p. (lire en ligne),
- (en-US) James Edgar Gregg, Lynching, a national menace : the white South's protest against lynching, Hampton Normal and Agricultural Institute, 1919, 20 p. (lire en ligne),
- (en-US) Arthur Franklin Raper, Tragedy of Lynching, Montclair, New Jersey, Patterson Smith (réimpr. 1969, 2003) (1re éd. 1933), 520 p. (ISBN 9780875850252, lire en ligne),

- (en-US) Jessie D. Ames, The Changing Character of Lynching : Review of Lynching, 1931-1941, with a Discussion of Recent Developments in This Field, Atlanta, Géorgie, Commission on Interracial Cooperation, Inc. & AMS Press, 1er juin 1942, 43 p. (ISBN 9780404001346, lire en ligne),
- (en-US) Senate Committee on the Judiciary, 1950 Anti Lynching Hearings, 60 p. (lire en ligne),
- (en-US) Ralph Ginzburg, 100 Years of Lynchings, Black Classic Press, 1962, rééd. 22 novembre 1996, 270 p. (ISBN 9780933121188, lire en ligne).
- (en-US) George Washington Diamond, Account of the Great Hanging at Gainesville, 1862 (réimpr. 2018, aux éd. Forgotten Books) (1re éd. 1963, par la Texas State Historical Association), 128 p. (ISBN 9781396334849, lire en ligne),
- (en-US) Howard Smead, Blood Justice : The Lynching of Mack Charles Parker, New York, Oxford University Press, USA, 16 octobre 1986, 276 p. (ISBN 9780195041217, lire en ligne),
- (en-US) W. Fitzhugh Brundage, Lynching in the New South: Georgia and Virginia, 1880-1930, University of Illinois Press, 1er mai 1993, 404 p. (ISBN 9780252063459, lire en ligne).
- (en-US) James Cameron, Time of Terror : A Survivor's Story, Baltimore, Maryland, Black Classic Press, 1er février 1994, 212 p. (ISBN 9780933121447, lire en ligne),
- (en-US) Stewart E. Tolnay & E.M. Beck, A Festival of Violence: An Analysis of Southern Lynchings, 1882-1930, University of Illinois Press, 1er janvier 1995, 320 p. (ISBN 9780252064135),
- (en-US) Jacqueline Jones Royster, Southern Horrors and Other Writings : The Anti-Lynching Campaign of Ida B. Wells, 1892-1900, Boston, Massachusetts, Bedford/St. Martin's (réimpr. 2016) (1re éd. 1996), 212 p. (ISBN 9781319049041, lire en ligne),
- (en-US) Mark Curriden et Leroy Phillips, Contempt of Court : The Turn-of-the-Century Lynching That Launched a Hundred Years of Federalism, Faber and Faber, 1999, rééd. 2001, 394 p. (ISBN 978-0-385-72082-3, lire en ligne),
- (en-US) James H. Madison, A lynching in the heartland : race and memory in America, Palgrave, 2001, 213 p. (ISBN 978-0-312-23902-2, lire en ligne),
- (en-US) Stephen Leonard, Lynching in Colorado, 1859-1919, Boulder, Colorado, University Press of Colorado (réimpr. 2022) (1re éd. 2002), 272 p. (ISBN 9780870816802, lire en ligne),
- (en-US) Philip Dray, At the hands of persons unknown : the lynching of Black America, New York, Modern Library, 7 janvier 2003, 554 p. (ISBN 9780375754456, lire en ligne),
- (en-US) Laura Wexler, Fire in a canebrake : the last mass lynching in America, Scribner, 2003, 277 p. (ISBN 978-0-684-86817-2, lire en ligne),
- (en-US) Michael J. Pfeifer, Rough Justice : Lynching and American Society, 1874-1947, Urbana, Illinois, University of Illinois Press, 16 juin 2004, 258 p. (ISBN 9780252029172, lire en ligne),
- (en-US) William D. Carrigan, The Making of a Lynching Culture : Violence And Vigilantism in Central Texas, 1836-1916, University of Illinois Press, 2006, 308 p. (ISBN 978-0-252-07430-1),
- (en-US) Jacqueline Denise Goldsby, A Spectacular Secret : Lynching in American Life and Literature, Chicago, Illinois, University of Chicago Press, 15 août 2006, 436 p. (ISBN 978-0-226-30137-2, lire en ligne),
- (en-US) Sous la direction de  Bruce A. Glasrud &  James M Smallwood, The African American Experience in Texas : An Anthology, Texas Tech University Press, 15 juillet 2007, 404 p. (ISBN 9780896726093, lire en ligne),
- (en-US) Sherrilyn A. Ifill, On the courthouse lawn : confronting the legacy of lynching in the twenty-first century, Beacon Press, 2007, 205 p. (ISBN 978-0-8070-0988-8, lire en ligne),
- (en-US) James H. Cone, The cross and the lynching tree, Orbis Books, 2011, 205 p. (ISBN 978-1-62698-005-1, lire en ligne),
- (en-US) B.J. Hollars, Thirteen Loops : Race, Violence, and the Last Lynching in America, University of Alabama Press, 2011, 255 p. (ISBN 978-0-8173-1753-9, lire en ligne),
- (en-US) Robert W. Thurston, Lynching : American Mob Murder in Global Perspective, Surrey, England, Ashgate et Farnham, 1er mars 2011, 456 p. (ISBN 9781409409083, lire en ligne),
- (en-US) Ashraf H.A. Rushdy, American Lynching, New Haven, Connecticut, Yale University Press, 30 octobre 2012, 248 p. (ISBN 9780300181388, lire en ligne),
- (en-US) E.R. Bills, The 1910 Slocum Massacre: An Act of Genocide in East Texas, The History Press, 13 mai 2014, 160 p. (ISBN 978-1626193529),

#### Articles anglophones

##### Années 1860-1919
- « Law And Lynching », The British Medical Journal, vol. 2, no 365,‎ 28 décembre 1867, p. 592 (1 page) (lire en ligne),
- W. Cabell Bruce, « Lynch Law in the South », The North American Review, vol. 155, no 430,‎ septembre 1892, p. 379-381 (3 pages) (lire en ligne),
- Frederick Douglass, « Lynch Law in the South », The North American Review, vol. 155, no 428,‎ juillet 1892, p. 17-24 (8 pages) (lire en ligne),
- Wm. Reynolds, « The Remedy for Lynch Law », The Yale Law Journal, vol. 7, no 1,‎ octobre 1897, p. 20-25 (6 pages) (lire en ligne),
- Joseph Edwin Proffit, « Lynching: Its Cause and Cure », The Yale Law Journal, vol. 7, no 6,‎ mars 1898, p. 264-267 (4 pages) (lire en ligne),
- Charles J. Bonaparte, « Lynch Law and Its Remedy », The Yale Law Journal, vol. 8, no 8,‎ mai 1899, p. 335-343 (9 pages) (lire en ligne),
- « Penalties, Lynch Law, and the Constitution », Harvard Law Review, vol. 12, no 8,‎ 1899, p. 565 (1 page) (lire en ligne),
- « Remedies for Lynch Law », The Sewanee Review, vol. 8, no 1,‎ 1900, p. 1-11 (lire en ligne),
- « Constitutional Law. Anti-Lynching Legislation », The Virginia Law Register,, vol. 6, no 7,‎ novembre 1900, p. 490-491 (2 pages) (lire en ligne),
- Albert E. Pillsbury, « A Brief Inquiry into a Federal Remedy for Lynching », Harvard Law Review, vol. 15, no 9,‎ mai 1902, p. 707-713 (7 pages) (lire en ligne),
- Henderson M. Somerville, « Some Co-Operating Causes of Negro Lynching », The North American Review, vol. 177, no 563,‎ octobre 1903, p. 506-512 (7 pages) (lire en ligne),
- Thomas Nelson Page, « The Lynching of Negroes: Its Cause and Its Prevention », The North American Review, vol. 178, no 566,‎ janvier 1904, p. 33-48 (16 pages) (lire en ligne)
- Mary Church Terrell, « Lynching from a Negro's Point of View », The North American Review, vol. 178, no 571,‎ juin 1904, p. 853-868 (16 pages) (lire en ligne)
- Albert Matthews, « The Term Lynch Law », Modern Philology, vol. 2, no 2,‎ octobre 1904, p. 173-195 (23 pages) (lire en ligne). ,
- Alfred Pearce Dennis, « The Political and Ethical Aspects of Lynching », International Journal of Ethics, vol. 15, no 2,‎ janvier 1905, p. 149-161 (13 pages) (lire en ligne),
- « Lynch Law », The William and Mary Quarterly, Vol. 13, No. 3, vol. 13, no 3,‎ janvier 1905, p. 203-205 (3 pages) (lire en ligne). ,
- J. Card. Gibbons, « Lynch Law: Its Causes and Remedy », The North American Review, vol. 181, no 587,‎ octobre 1905, p. 502-509 (8 pages) (lire en ligne). ,
- J. E. Cutler, « Capital Punishment and Lynching », The Annals of the American Academy of Political and Social Science, vol. 29,‎ mai 1907, p. 182-185 (4 pages) (lire en ligne),
- « Responsibility of Sheriff for Lynching », The Virginia Law Register,, vol. 15, no 8,‎ décembre 1909, p. 646 (1 page) (lire en ligne),
- Martin J. Blake, « Account of the Lynch Family: And of Memorable Events of the Town of Galway. Written in 1815 by John, son of Alexander, Lynch », Journal of the Galway Archaeological and Historical Society, vol. 8, no 2,‎ 1912, p. 76-93 (lire en ligne),
- « Lynch Law », The William and Mary Quarterly, vol. 24, no 2,‎ 1915, p. 73-74 (lire en ligne),
- Thomas Walker Page, « Lynching and Race Relations in the South », The North American Review, vol. 206, no 741,‎ août 1917, p. 241-250 (10 pages) (lire en ligne),
- « Lynching Statistics », Journal of the American Institute of Criminal Law and Criminology, vol. 9, no 1,‎ mai 1918, p. 144-146 (3 pages) (lire en ligne),
- George Rothwell Brown, « The Lynching of Public Opinion », The North American Review, vol. 209, no 763,‎ juin 1919, p. 795-802 (8 pages) (lire en ligne),

##### Années 1920-1939
- « Lynching, an Evil of County Government », Journal of the American Institute of Criminal Law and Criminology, vol. 11, no 1,‎ mai 1920, p. 127-131 (5 pages) (lire en ligne),
- « The Lynching Record for 1920 », Journal of the American Institute of Criminal Law and Criminology, vol. 11, no 4,‎ février 1921, p. 622-623 (2 pages) (lire en ligne),
- Charles Frederick Carter, « The Lynching Infamy », Current History (1916-1940), vol. 15, no 6,‎ mars 1922, p. 897-902 (6 pages) (lire en ligne),
- W. C. Jackson, « The Negro Offender », The Journal of Social Forces, vol. 1, no 2,‎ janvier 1923, p. 147-148 (2 pages) (lire en ligne),
- « Southern Women and Lynching », The Journal of Social Forces, vol. 1, no 4,‎ mai 1923, p. 469-470 (2 pages) (lire en ligne),
- James Weldon Johnson, « Lynching - America's National Disgrace », Current History (1916-1940), vol. 19, no 4,‎ janvier 1924, p. 596-601 (6 pages) (lire en ligne ),
- « Inter-Racial Commission in Annual Meeting Emphasizes Anti-Lynching Crusade », The Journal of Social Forces, vol. 3, no 4,‎ mai 1925, p. 712-713 (2 pages) (lire en ligne),
- « Lynching », Journal of Criminal Law and Criminology, vol. 22, no 1,‎ mai 1931, p. 151 (1 page) (lire en ligne ),
- « Lynching Record », Journal of Criminal Law and Criminology, vol. 22, no 3,‎ septembre 1931, p. 448 (1 page) (lire en ligne ),
- « Lynching Record », Journal of Criminal Law and Criminology (1931-1951), vol. 23, no 3,‎ septembre 1932, p. 498 (1 page) (lire en ligne ),
- « Lynching Record », Journal of Criminal Law and Criminology, vol. 24, no 3,‎ septembre 1933, p. 610 (1 page) (lire en ligne ),
- « Would You Join a Riotous Lynching Mob? », The Science News-Letter, vol. 25, no 684,‎ 19 mai 1934, p. 317 (1 page) (lire en ligne ),
- David O. Walter, « Legislative Notes and Reviews: Proposals for a Federal Anti-Lynching Law », The American Political Science Review, vol. 28, no 3,‎ juin 1934, p. 436-442 (7 pages) (lire en ligne ),
- « The Federal Anti-Lynching Bill », Columbia Law Review, vol. 38, no 1,‎ janvier 1938, p. 199-207 (9 pages) (lire en ligne ),
- « Lynching Record, 1938 », Journal of Criminal Law and Criminology, vol. 29, no 5,‎ janvier 1939, p. 755-756 (2 pages) (lire en ligne ),

##### Années 1940-1959
- « A New Attack on Lynching », Social Service Review, vol. 17, no 1,‎ mars 1943, p. 93 (1 page) (lire en ligne ),
- Oliver C. Cox, « Lynching and the Status Quo », The Journal of Negro Education, vol. 14, no 4,‎ automne 1945, p. 576-588 (13 pages) (lire en ligne ),
- William D. Ford, « Constitutionality of Proposed Federal Anti-Lynching Legislation », Virginia Law Review, vol. 34, no 8,‎ novembre 1948, p. 944-953 (10 pages) (lire en ligne ),
- William B. Harvey, « Constitutional Law: Anti-Lynching Legislation », Michigan Law Review, vol. 47, no 3,‎ janvier 1949, p. 369-377 (9 pages) (lire en ligne ),
- « The American Lynching Record », Social Service Review, vol. 24, no 3,‎ septembre 1950, p. 399-400 (2 pages) (lire en ligne ),
- Walter S. Richardson, « Lynching Scene--Revisited », Phylon (1940-1956), vol. 15, no 3,‎ automne 1954, p. 266 (1 page) (lire en ligne ),
- Robert Moats Miller, « The Protestant Churches and Lynching, 1919-1939 », The Journal of Negro History, vol. 42, no 2,‎ avril 1957, p. 118-131 (14 pages) (lire en ligne ),

##### Années 1960-1979
- « "Murder and Lynching" from Times and Seasons », Journal of the Illinois State Historical Society, vol. 55, no 2,‎ été 1962, p. 223-224 (2 pages) (lire en ligne ),
- Edward C. Williamson, « Black Belt Political Crisis: The Savage-James Lynching, 1882 », The Florida Historical Quarterly, vol. 45, no 4,‎ avril 1967, p. 402-409 (8 pages) (lire en ligne ),
- John Shelton Reed, « An Evaluation of an Anti-Lynching Organization », Social Problems, vol. 16, no 2,‎ automne 1968, p. 172-182 (11 pages) (lire en ligne ),
- William B. Hixson, Jr., « Moorfield Storey and the Defense of the Dyer Anti-Lynching Bill », The New England Quarterly, vol. 42, no 1,‎ mars 1969, p. 65-81 (17 pages) (lire en ligne )
- John Shelton Reed, « A Note on the Control of Lynching », The Public Opinion Quarterly, vol. 33, no 2,‎ été 1969, p. 268-271 (4 pages) (lire en ligne ),
- David M. Tucker, « Miss Ida B. Wells and Memphis Lynching », Phylon (1960-), vol. 32, no 2,‎ 1971, p. 112-122 (11 pages) (lire en ligne ). ,
- John Shelton Reed, « Percent Black and Lynching: A Test of Blalock's Theory », Social Forces, vol. 50, no 3,‎ mars 1972, p. 356-360 (5 pages) (lire en ligne ),
- Henry E. Barber, « The Association of Southern Women for the Prevention of Lynching, 1930-1942 », Phylon (1960-), vol. 34, no 4,‎ 4° trimestre 1973, p. 378-389 (12 pages) (lire en ligne ),
- Jeffrey M. Elliot, « A Legacy of Violence: The Opera House Lynching », Negro History Bulletin, vol. 37, no 6,‎ octobre - novembre 1974, p. 303 (1 page) (lire en ligne ),
- James M. Inverarity, « Populism and Lynching in Louisiana, 1889-1896: A Test of Erikson's Theory of the Relationship between Boundary Crises and Repressive Justice », American Sociological Review, vol. 41, no 2,‎ avril 1976, p. 262-280 (19 pages) (lire en ligne ),
- Richard P. Bagozzi, « Populism and Lynching in Louisiana », American Sociological Review, vol. 42, no 2,‎ avril 1977, p. 355-358 (4 pages) (lire en ligne ),
- Mary Swander, « Lynching, 1493 », The Antioch Review, vol. 35, no 4,‎ automne 1977, p. 410-411 (2 pages) (lire en ligne ),

##### Années 1980-1989
- Jerrell H. Shofner, « Judge Herbert Rider and the Lynching at Labelle », The Florida Historical Quarterly, vol. 59, no 3,‎ janvier 1981, p. 292-306 (15 pages) (lire en ligne ),
- Charlton Moseley et Frederick Brogdon, « A Lynching at Statesboro: The Story of Paul Reed and Will Cato », The Georgia Historical Quarterly, vol. 65, no 2,‎ été 1981, p. 104-118 (15 pages) (lire en ligne ),
- James R. McGovern et Walter T. Howard, « Private Justice and National Concern: The Lynching of Claude Neal », The Historian, vol. 43, no 4,‎ août 1981, p. 546-559 (14 pages) (lire en ligne ),
- William Ziglar, « "Community on Trial": The Coatesville Lynching of 1911 », The Pennsylvania Magazine of History and Biography, vol. 106, no 2,‎ avril 1982, p. 245-270 (26 pages) (lire en ligne ),
- James M. SoRelle, « The "Waco Horror": The Lynching of Jesse Washington », The Southwestern Historical Quarterly, vol. 86, no 4,‎ avril 1983, p. 517-536 (20 pages) (lire en ligne ).
- Vicki Betts, « "Private and Amateur Hangings": The Lynching of W. W. Montgomery, March 15, 1863 », The Southwestern Historical Quarterly, vol. 88, no 2,‎ octobre 1984, p. 145-166 (22 pages) (lire en ligne ),
- Phyllis R. Klotman, « "Tearing a Hole in History": Lynching as Theme and Motif », Black American Literature Forum, vol. 19, no 2,‎ été 1985, p. 55-63 (9 pages) (lire en ligne ),
- Hazel V. Carby, « "On the Threshold of Woman's Era": Lynching, Empire, and Sexuality in Black Feminist Theory », Critical Inquiry, vol. 12, no 1,‎ automne 1985, p. 262-277 (16 pages) (lire en ligne ),
- « Anti-Lynching Legislation », The Wilson Quarterly, vol. 9, no 4,‎ automne 1985, p. 11-12 (2 pages) (lire en ligne ),
- Dominic J. Capeci, Jr., « The Lynching of Cleo Wright: Federal Protection of Constitutional Rights during World War II », The Journal of American History, vol. 72, no 4,‎ mars 1986, p. 859-887 (29 pages) (lire en ligne )
- Mary Louise Ellis, « A Lynching Averted: The Ordeal of John Miller », The Georgia Historical Quarterly, vol. 70, no 2,‎ été 1986, p. 306-316 (11 pages) (lire en ligne ),
- Charles David Phillips, « Exploring Relations among Forms of Social Control: The Lynching and Execution of Blacks in North Carolina, 1889-1918 », Law & Society Review, vol. 21, no 3,‎ 1987, p. 361-374 (14 pages) (lire en ligne ),
- Robert Seitz Frey, « Christian Responses to the Trial and Lynching of Leo Frank: Ministers, Theologians, and Laymen », The Georgia Historical Quarterly, vol. 71, no 3,‎ 1987, p. 461-476 (16 pages) (lire en ligne ),
- Raymond M. Hyser et Dennis B. Downey, « "A CROOKED DEATH": Coatsville, Pennsylvania and the Lynching of  Zachariah Walker », Pennsylvania History, vol. 54, no 2,‎ avril 1987, p. 85-102 (18 pages) (lire en ligne ),
- Robert P. Ingalls, « Lynching and Establishment Violence in Tampa, 1858-1935 », The Journal of Southern History, vol. 53, no 4,‎ novembre 1987, p. 613-644 (32 pages) (lire en ligne ),
- Walter T. Howard, « Vigilante Justice and National Reaction: The 1937 Tallahassee Double Lynching », The Florida Historical Quarterly, vol. 67, no 1,‎ juillet 1988, p. 32-51 (20 pages) (lire en ligne ),
- William L. Ziglar, « William L. Ziglar », International Social Science Review, vol. 63, no 1,‎ hiver 1988, p. 14-25 (12 pages) (lire en ligne ),
- Robert L. Zangrando, « James Weldon Johnson and the Dyer Anti-Lynching Bill », The Langston Hughes Review, vol. 8, nos 1/2,‎ printemps 1989, p. 76-79 (4 pages) (lire en ligne )
- James C. Creech, Jay Corzine et Lin Huff-Corzine, « Theory Testing and Lynching: Another Look at the Power Threat Hypothesis », Social Forces, vol. 67, no 3,‎ mars 1989, p. 626-630 (5 pages) (lire en ligne ),

##### Années 1990-1999
- Jack E. Davis, « "Whitewash" in Florida: The Lynching of Jesse James Payne and Its Aftermath », The Florida Historical Quarterly, vol. 68, no 3,‎ janvier 1990, p. 277-298 (22 pages) (lire en ligne ),
- E. M. Beck et Stewart E. Tolnay, « The Killing Fields of the Deep South: The Market for Cotton and the Lynching of Blacks, 1882-1930 », American Sociological Review, vol. 55, no 4,‎ août 1990, p. 526-539 (14 pages) (lire en ligne ),
- Sundiata Keita Cha-jua, « "Join Hands and Hearts with Law and Order": The 1893 Lynching of Samuel J. Bush and the Response of Decatur's African American Community », Illinois Historical Journal, vol. 83, no 3,‎ automne 1990, p. 187-200 (14 pages) (lire en ligne ),
- Susan Olzak, « The Political Context of Competition: Lynching and Urban Racial Violence, 1882-1914 », Social Forces, vol. 69, no 2,‎ décembre 1990, p. 395-421 (27 pages) (lire en ligne ),
- Henry Vance Davis, « The High-tech Lynching and the High-tech Overseer: Thoughts from the Anita Hill/Clarence Thomas Affair », The Black Scholar, vol. 22, nos 1/2,‎ hiver 1991-printemps 1992, p. 27-29 (3 pages) (lire en ligne ),
- E.M. Beck et Stewart E. Tolnay, « A Season for Violence », International Review of Social History, vol. 37, no 1,‎ 1992, p. 1-24 (24 pages) (lire en ligne ),
- Neil R. McMillen et Noel Polk, « Faulkner on Lynching », The Faulkner Journal, vol. 8, no 1,‎ 1992, p. 3-14 (12 pages) (lire en ligne ),
- Andrew S. Buckser, « Lynching as Ritual in the American South », Berkeley Journal of Sociology, vol. 37,‎ 1992, p. 11-28 (18 pages) (lire en ligne ),
- Ann Field Alexander, « "Like an Evil Wind": The Roanoke Riot of 1893 and the Lynching of Thomas Smith », The Virginia Magazine of History and Biography, vol. 100, no 2,‎ avril 1992, p. 173-206 (34 pages) (lire en ligne ),
- Sarah A. Soule, « Populism and Black Lynching in Georgia, 1890-1900 », Social Forces, vol. 71, no 2,‎ décembre 1992, p. 431-449 (19 pages) (lire en ligne ). ,
- Robyn Wiegman, « The Anatomy of Lynching », Journal of the History of Sexuality, vol. 3, no 3,‎ janvier 1993, p. 445-467 (23 pages) (lire en ligne ),
- Jane M. Pederson, « Gender, Justice, and a Wisconsin Lynching, 1889-1890 », Agricultural History, vol. 67, no 2,‎ printemps 1993, p. 65-82 (18 pages) (lire en ligne ),
- J. William Harris, « Etiquette, Lynching, and Racial Boundaries in Southern History: A Mississippi Example », The American Historical Review, vol. 100, no 2,‎ avril 1995, p. 387-410 (24 pages) (lire en ligne ),
- Elaine Marshall, « Crane's "The Monster" Seen in the Light of Robert Lewis's Lynching », Nineteenth-Century Literature, vol. 51, no 2,‎ septembre 1996, p. 205-224 (20 pages) (lire en ligne ),
- John A. Lupton, « "In View of the Uncertainty of Life": A Coles County Lynching », Illinois Historical Journal, vol. 89, no 3,‎ automne 1996, p. 134-146 (13 pages) (lire en ligne ),
- Anthony V. Alfieri, « Lynching Ethics: Toward a Theory of Racialized Defenses », Michigan Law Review, vol. 95, no 4,‎ février 1997, p. 1063-1104 (42 pages) (lire en ligne ),
- Joel Williamson, « Wounds Not Scars: Lynching, the National Conscience, and the American Historian », The Journal of American History, vol. 83, no 4,‎ mars 1997, p. 1221-1253 (33 pages) (lire en ligne ),
- Adam Fairclough, « "Forty Acres and a Mule": Horace Mann Bond and the Lynching of Jerome Wilson », Journal of American Studies, vol. 31, no 1,‎ avril 1997, p. 1-17 (17 pages) (lire en ligne ),
- Ira M. Wasserman, « Media Rhetotic and Images of Lynching in the Nineteenth and Twentieth Centuries », Michigan Sociological Review, vol. 12,‎ 1998, p. 68-94 (27 pages) (lire en ligne ),
- Robert F. Worth, « The Legacy of a Lynching », The American Scholar, vol. 67, no 2,‎ printemps 1998, p. 65-77 (13 pages) (lire en ligne ),
- James W. Clarke, « Without Fear or Shame: Lynching, Capital Punishment and the Subculture of Violence in the American South », British Journal of Political Science, vol. 28, no 2,‎ avril 1998, p. 269-289 (21 pages) (lire en ligne ),
- Patrick J. Huber, « "Caught Up in the Violent Whirlwind of Lynching": The 1885 Quadruple Lynching in Chatham County, North Carolina », The North Carolina Historical Review, vol. 75, no 2,‎ avril 1998, p. 135-160 (27 pages) (lire en ligne ),
- Michael J. Pfeifer, « Lynching and Criminal Justice in South Louisiana, 1878-1930 », Louisiana History, vol. 40, no 2,‎ printemps 1999, p. 155-177 (23 pages) (lire en ligne ),
- Michael D. Webb, « "God Bless You All—I Am Innocent": Sheriff Joseph F. Shipp, Chattanooga, Tennessee, and the Lynching of Ed Johnson », Tennessee Historical Quarterly, vol. 58, no 2,‎ été 1999, p. 156-179 (24 pages) (lire en ligne ),
- Vincent Vinikas, « Specters in the Past: The Saint Charles, Arkansas, Lynching of 1904 and the Limits of Historical Inquiry », The Journal of Southern History, vol. 65, no 3,‎ août 1999, p. 535-564 (30 pages) (lire en ligne ),
- Stacy Pratt McDermott, « "An Outrageous Proceeding": A Northern Lynching and the Enforcement of Anti-Lynching Legislation in Illinois, 1905-1910 », The Journal of Negro History, vol. 84, no 1,‎ hiver 1999, p. 61-78 (18 pages) (lire en ligne ),
- Judith L. Stephens, « Racial Violence and Representation: Performance Strategies in Lynching Dramas of the 1920s », African American Review, vol. 33, no 4,‎ hiver 1999, p. 655-671 (17 pages) (lire en ligne ),

##### Années 2000-2009
- Christopher Waldrep, « War of Words: The Controversy over the Definition of Lynching, 1899-1940 », The Journal of Southern History, vol. 66, no 1,‎ février 2000, p. 75-100 (26 pages) (lire en ligne ),
- Jeff Webb et Jean Toomer, « Literature and Lynching: Identity in Jean Toomer's "Cane" », ELH, vol. 67, no 1,‎ printemps 2000, p. 205-228 (24 pages) (lire en ligne ),
- William F. Pinar, « White Women and the Capagn against Lynching, Frances Willard, Jane Addams, Jesse Daniel Ames », Counterpoints, vol. 163,‎ 2001, p. 487-554 (68 pages) (lire en ligne )
- William F. Pinar, « To Live or Die in Dixie », Counterpoints, vol. 163,‎ 2001, p. 117-156 (40 pages) (lire en ligne),
- Michael Hatt, « Sculpting and Lynching: The Making and Unmaking of the Black Citizen in Late Nineteenth-Century America », Oxford Art Journal, vol. 24, no 1,‎ 2001, p. 1-22 (22 pages) (lire en ligne ),
- Katherine Stovel, « Local Sequential Patterns: The Structure of Lynching in the Deep South, 1882-1930 », Social Forces, vol. 79, no 3,‎ mars 2001, p. 843-880 (38 pages) (lire en ligne ),
- Dennis B. Downey, « The Lord's Messenger: Racial Lynching and the Church Trial of Robert Elwood », The Journal of Presbyterian History, vol. 79, no 2,‎ été 2001, p. 135-149 (15 pages) (lire en ligne ),
- Yohuru R. Williams, « Permission to Hate: Delaware, Lynching, and the Culture of Violence in America », Journal of Black Studies, vol. 32, no 1,‎ septembre 2001, p. 3-29 (27 pages) (lire en ligne ),
- Carlyle V. Thompson, « From a Hog to a Blackman », CLA Journal, vol. 45, no 3,‎ mars 2002, p. 279-310 (32 pages) (lire en ligne ),
- E. A. Schwartz, « The Lynching of Robert Prager, the United Mine Workers, and the Problems of Patriotism in 1918 », Journal of the Illinois State Historical Society, vol. 95, no 4,‎ hiver 2002-2003, p. 414-437 (24 pages) (lire en ligne ),
- Daniel M. Goldstein, « "In Our Own Hands": Lynching, Justice, and the Law in Bolivia », American Ethnologist, vol. 30, no 1,‎ février 2003, p. 22-43 (22 pages) (lire en ligne ),
- Michael J. Pefifer, « "Midnight Justice": Lynching and Law in the Pacific Northwest », The Pacific Northwest Quarterly, vol. 94, no 2,‎ printemps 2003, p. 83-92 (10 pages) (lire en ligne ),
- Patricia D. Watkins, « Rape, Lynching, Law and "Contending Forces": Pauline Hopkins - Forerunner of Critical Tace Theorists », CLA Journal, vol. 46, no 4,‎ juin 2003, p. 521-542 (22 pages) (lire en ligne ),
- Michele Faith Wallace, « The Good Lynching and "The Birth of a Nation": Discourses and Aesthetics of Jim Crow », Cinema Journal, vol. 43, no 1,‎ automne 2003, p. 85-104 (20 pages) (lire en ligne ),
- Lisa A. White, « The "Saddle-Colored Sapphira" Versus The "Slimy Rattlesnake": The Rhetorical Melee of Ida B. Wells and Edward Carmack On the Subject of Lynching », Tennessee Historical Quarterly, vol. 62, no 4,‎ hiver 2003, p. 310-331 (22 pages) (lire en ligne ),
- William D. Carrigan et Clive Webb, « The Lynching of Persons of Mexican Origin or Descent in the United States, 1848 to 1928 », Journal of Social History, vol. 37, no 2,‎ hiver 2003-2004, p. 411-438 (28 pages) (lire en ligne ),
- Stephanie Dickinson, « A Lynching in Stereoscope », African American Review, vol. 38, no 1,‎ printemps 2004, p. 35-43 (9 pages) (lire en ligne ),
- W. Jason Miller, « Justice, Lynching, and American Riverscapes: Finding Reassurance in Langston Hughes's "The Negro Speaks of Rivers" », The Langston Hughes Review, vol. 18,‎ printemps 2004, p. 24-37 (14 pages) (lire en ligne ),
- Kimberly Banks, « "Like a Violin for the Wind to Play": Lyrical Approaches to Lynching by Hughes, Du Bois, and Toomer », African American Review, vol. 38, no 3,‎ automne 2004, p. 451-465 (15 pages) (lire en ligne ),
- C. C. O'Brien, « Cosmopolitanism in Georgia Douglas Johnson's Anti-Lynching Literature », African American Review, vol. 38, no 4,‎ hiver 2004, p. 571-587 (17 pages) (lire en ligne ),
- Linda Tucker, « Not Without Sanctuary: Teaching about Lynching », Transformations, vol. 16, no 2,‎ 2005, p. 70-86 (17 pages) (lire en ligne ),
- Judith L. Stephens, « Art, Activism, and Uncompromising Attitude in Georgia Douglas Johnson's Lynching Plays », African American Review, vol. 39, nos 1/2,‎ printemps - été 2005, p. 87-102 (16 pages) (lire en ligne ),
- Bill Stein, « Colorado County Protects Womanhood: The Murder of Geraldine Kollmann and the Subsequent Lynching of the Accused », The Southwestern Historical Quarterly, vol. 108, no 4,‎ avril 2005, p. 440-466 (27 pages) (lire en ligne ),
- Dora Apel, « Torture Culture: Lynching Photographs and the Images of Abu Ghraib », Art Journal, vol. 64, no 2,‎ été 2005, p. 88-100 (13 pages) (lire en ligne ),
- Harvey Young, « The Black Body as Souvenir in American Lynching », Theatre Journal, vol. 57, no 4,‎ décembre 2005, p. 639-657 (19 pages) (lire en ligne ),
- Thomas Ruys Smith, « Independence Day, 1835 », The Mississippi Quarterly, vol. 59, nos 1/2,‎ hiver - printemps 2005-2006, p. 129-160 (32 pages) (lire en ligne ),
- Christopher C. Meyers, « "Killing Them by the Wholesale": A Lynching Rampage in South Georgia », The Georgia Historical Quarterly, vol. 90, no 2,‎ été 2006, p. 214-235 (22 pages) (lire en ligne ),
- Kerstyn M. Haram, « The Palmetto Leader's Mission to End Lynching in South Carolina: Black Agency and the Black Press in Columbia, 1925-1940 », The South Carolina Historical Magazine, vol. 107, no 4,‎ octobre 2006, p. 310-333 (24 pages) (lire en ligne ),
- Russ Castronovo, « Beauty along the Color Line: Lynching, Aesthetics, and the "Crisis" », PMLA, vol. 121, no 5,‎ octobre 2006, p. 1443-1459 (17 pages) (lire en ligne ),
- Tim Konhaus, « "I Thought Things Would Be Different There": Lynching and the Black Community in Southern West Virginia, 1880-1933 », West Virginia History, vol. 1, no 2,‎ 2007, p. 25-43 (19 pages) (lire en ligne ),
- Michael Cohen, « "The Ku Klux Government": Vigilantism, Lynching, and the Repression of the IWW », Journal for the Study of Radicalism, vol. 1, no 1,‎ printemps 2007, p. 31-56 (26 pages) (lire en ligne ),
- Jean M. Lutes, « Lynching Coverage and the American Reporter-Novelist », American Literary History, vol. 19, no 2,‎ été 2007, p. 456-481 (26 pages) (lire en ligne ),
- Joshua Youngblood, « "Haven't Quite Shaken the Horror": Howard Kester, the Lynching of Claude Neal, and Social Activism in the South during the 1930s », The Florida Historical Quarterly, vol. 86, no 1,‎ été 2007, p. 3-38 (36 pages) (lire en ligne ),
- Julie Buckner Armstrong, « "The people... took exception to her remarks": Meta Warrick Fuller, Angelina Weld Grimké, and the Lynching of Mary Turner », The Mississippi Quarterly, vol. 61, nos 1/2,‎ printemps 2008, p. 113-141 (29 pages) (lire en ligne ),
- Donald G. Mathews, « The Southern Rite of Human Sacrifice: Lynching in the American South », The Mississippi Quarterly, vol. 61, nos 1/2,‎ printemps 2008, p. 27-70 (44 pages) (lire en ligne ),
- Amy Louise Wood & Susan V. Donaldson, « Lynching's Legacy in American Culture », The Mississippi Quarterly, vol. 61, nos 1/2,‎ 2008, p. 5-25 (21 pages) (lire en ligne),
- Bettina M. Carbonell, « The Afterlife of Lynching: Exhibitions and the Re-composition of Human Suffering », The Mississippi Quarterly, vol. 61, nos 1/2,‎ printemps 2008, p. 197-215 (19 pages) (lire en ligne ),
- Sandy Alexandre, « Out: On a Limb The Spatial Politics of Lynching Photography », The Mississippi Quarterly, vol. 61, nos 1/2,‎ printemps 2008, p. 71-112 (42 pages) (lire en ligne )
- Dora Apel, « Memorialization and Its Discontents: America's First Lynching Memorial », The Mississippi Quarterly, vol. 61, nos 1/2,‎ printemps 2008, p. 217-235 (19 pages) (lire en ligne ),
- Christopher Metress, « Submitted for Their Approval: Rod Serling and the Lynching of Emmett Till », The Mississippi Quarterly, vol. 61, nos 1/2,‎ printemps 2008, p. 143-172 (30 pages) (lire en ligne ),
- David Kieran, « Remembering Lynching and Representing Contemporary Violence in Black Arts Poetry », The Journal of the Midwest Modern Language Association, vol. 41, no 1,‎ printemps 2008, p. 34-45 (12 pages) (lire en ligne ),
- Robert Jackson, « A Southern Sublimation: Lynching Film and the Reconstruction of American Memory », The Southern Literary Journal, vol. 40, no 2,‎ printemps 2008, p. 102-120 (19 pages) (lire en ligne ),
- Scott Zesch, « Chinese Los Angeles in 1870-1871: The Makings of a Massacre », Southern California Quarterly, vol. 90, no 2,‎ été 2008, p. 109-158 (50 pages) (lire en ligne ),
- Christopher Waldrep, « National Policing, Lynching, and Constitutional Change », The Journal of Southern History, vol. 74, no 3,‎ août 2008, p. 589-626 (38 pages) (lire en ligne ),
- Robert M. Zecker, « "Let Each Reader Judge": Lynching, Race, and Immigrant Newspapers », Journal of American Ethnic History, vol. 29, no 1,‎ 2009, p. 31-66 (36 pages) (lire en ligne ),
- Michael J. Pfeifer, « The Origins of Postbellum Lynching: Collective Violence in Reconstruction Louisiana », Louisiana History, vol. 50, no 2,‎ printemps 2009, p. 189-201 (13 pages) (lire en ligne ),
- Martha Solomon Watson, « Mary Church Terrell vs. Thomas Nelson Page: Gender, Race, and Class in Anti-Lynching Rhetoric », Rhetoric and Public Affairs, vol. 12, no 1,‎ printemps 2009, p. 65-89 (25 pages) (lire en ligne ),
- Stefano Luconi, « Tampa's 1910 Lynching: The Italian-American Perspective and Its Implications », The Florida Historical Quarterly, vol. 88, no 1,‎ été 2009, p. 30-53 (24 pages) (lire en ligne ),

##### Années 2010-2019
- Paul McNulty, « The Genealogy of the Anglo-Norman Lynches who Settled in Galway », Journal of the Galway Archaeological and Historical Society, vol. 62,‎ 2010, p. 30-50 (lire en ligne ),
- J.A. Zumoff, « Mulattoes, Reds, and the Fight for Black Liberation in Claude McKay's "Trial By Lynching" and "Negroes in America" », Journal of West Indian Literature, vol. 19, no 1,‎ novembre 2010, p. 22-53 (32 pages) (lire en ligne ),
- Michael J. Pfeifer, « The Northern United States and the Genesis of Racial Lynching: The Lynching of African Americans in the Civil War Era », The Journal of American History, vol. 97, no 3,‎ décembre 2010, p. 621-635 (15 pages) (lire en ligne ),
- Julie Buckner Armstrong, « Mary Turner's Blues », African American Review, vol. 44, nos 1/2,‎ 2011, p. 207-220 (14 pages) (lire en ligne ).
- Jordynn Jack et Lucy Massagee, « Ladies and Lynching: Southern Women, Civil Rights, and the Rhetoric of Interracial Cooperation », Rhetoric and Public Affairs, vol. 14, no 3,‎ 2011, p. 493-510 (18 pages) (lire en ligne ),
- Nathan Tipton, « Rope and Faggot », The Mississippi Quarterly, vol. 64, nos 3/4,‎ été 2011, p. 369-392 (24 pages) (lire en ligne )
- Brent M. S. Campney, « "A State of Violent Contrasts": Lynching and the Competing Visions of White Supremacy in Georgia, 1949 », The Georgia Historical Quarterly, vol. 95, no 2,‎ été 2011, p. 232-262 (31 pages) (lire en ligne ),
- Amy Kate Bailey et Karen A. Snedker, « Practicing What They Preach? Lynching and Religion in the American South, 1890–1929 », American Journal of Sociology, vol. 117, no 3,‎ novembre 2011, p. 844-887 (44 pages) (lire en ligne ),
- Edward Clough, « Violence and the Hearth », The Mississippi Quarterly, vol. 65, no 3,‎ été 2012, p. 391-412 (22 pages) (lire en ligne ),
- Soren C. Larsen & Jay T. Johnson, « Seeing the Bridge: The Lynching of James T. Scott and the Spectral Agency of Place », Southeastern Geographer, vol. 58, no 1,‎ printemps 2018, p. 21-27 (7 pages) (lire en ligne )